# Vikings (série télévisée)
Pour les articles homonymes, voir Viking (homonymie).
Vikings: Valhalla
Vikings est une série télévisée canado-irlandaise créée par Michael Hirst, diffusée simultanément entre le 3 mars 2013 et le 30 décembre 2020  sur les chaînes History au Canada et History aux États-Unis.

## Synopsis
Ragnar Lothbrok et son frère Rollo participent à une bataille contre les peuples baltes. Après le massacre, Ragnar a des visions du dieu Odin et ses Valkyries. De retour dans son village, Ragnar se rend, en compagnie de son fils Björn, à Kattegat pour assister au Thing et afin que ce dernier subisse son rite de passage vers l'âge adulte. Restée à la ferme familiale, la femme de Ragnar, Lagertha, met en fuite deux vagabonds qui tentent de la violer. À Kattegat, Ragnar convainc Rollo que les raids vers l'ouest sont plus prometteurs en termes de butin que les attaques traditionnelles contre les populations baltes. Il affirme qu'il est capable de trouver son cap en pleine mer grâce à un instrument qu'il s'est procuré auprès d'un voyageur, un compas de navigation. Il est cependant réprimandé et menacé par son chef de clan, le jarl Haraldson, qui ne croit pas à la présence de terres à l'ouest et souhaite poursuivre ses raids vers l'est. Björn et Ragnar rendent visite à Floki, un charpentier de marine visionnaire qui, grâce au soutien financier de son ami Ragnar, a secrètement entrepris la construction d'un nouveau type de navire, plus adapté à la navigation en haute mer. Les premiers essais en mer sont très prometteurs. Tandis que Ragnar recrute des hommes, son frère Rollo fait des avances importunes à Lagertha. Le navire étant fin prêt, Ragnar met le cap à l'ouest, vers l'inconnu, tandis que le jarl Haraldson, mis au courant par un traître, commence à tirer vengeance de ceux qui ont aidé Ragnar à monter son expédition.

## Fiche technique
- Titre original et français : Vikings
- Création : Michael Hirst
- Réalisation : Ciaran Donnelly (en), Ken Girotti (en) et Johan Renck
- Scénario : Michael Hirst
- Direction artistique : Jon Beer
- Décors : Jil Turner
- Costumes : Joan Bergin
- Photographie : John B. Bartley
- Montage : Aaron Marshall et Michelle Conroy
- Musique : Trevor Morris
- Casting : Frank et Nuala Moiselle
- Production : Keith Thompson, Steve Wakefield ; Bill Goddard (coproduction) ; Justin Pollard (en) (associé)
- Production exécutive : Michael Hirst, Alan Gasmer, Sheila Hockin, Morgan O'Sullivan et John Weber
- Sociétés de production : Irish Film Board (en), Take 5 Productions et World 2000 Entertainment
- Sociétés de distribution : Shaw Media (Canada) ; History (États-Unis) ; World 2000 Entertainment (Irlande)
- Format : couleurs - 35 mm - 1,78:1 - son Dolby Digital
- Classification : déconseillé aux moins de 12 ans
- Genre : guerre, drame, historique, aventure
- Pays d'origine :  Canada et  Irlande
- Budget total : 145 millions de dollars[2]
- Langue originale : anglais
- Durée : 42 minutes

 Sauf indication contraire, les informations mentionnées dans cette section peuvent être confirmées par la base de données cinématographiques IMDb,  présente dans la section « Liens externes ».

## Distribution

### Acteurs principaux
- Travis Fimmel (VF : Alexis Victor ; VQ : Frédéric Paquet) : Ragnar Lothbrok (saisons 1 à 4)
- Katheryn Winnick (VF : Barbara Beretta ; VQ : Pascale Montreuil) : Lagertha, première femme de Ragnar, une skjaldmö
- Clive Standen (VF : Boris Rehlinger ; VQ : Frédérik Zacharek) : Rollo, le frère de Ragnar (saisons 1 à 4, invité saison 5)
- Jessalyn Gilsig (VF : Rafaèle Moutier ; VQ : Viviane Pacal) : Siggy Haraldson (saisons 1 à 3)
- Gustaf Skarsgård (VF : Jean-François Vlérick ; VQ : Antoine Durand) : Floki, le constructeur doué et ami de Ragnar
- Gabriel Byrne (VF : Pierre Dourlens ; VQ : Marc Bellier) : le jarl Haraldson (saison 1)
- George Blagden (VF : Damien Witecka ; VQ : Nicolas Charbonneaux-Collombet) : Athelstan (saisons 1 à 3, récurrent saison 4)
- Donal Logue (VF : Guillaume Orsat ; VQ : Pierre Chagnon) : le roi Horik (saisons 1 et 2)
- Alyssa Sutherland (VF : Géraldine Asselin ; VQ : Geneviève Désilets) : la princesse puis reine Aslaug (invitée saison 1, principale saisons 2 à 4)
- Linus Roache (VF : Xavier Fagnon ; VQ : Patrick Chouinard) : le roi Ecbert (saisons 2 à 4)
- Alexander Ludwig[Note 1] (VF : Donald Reignoux ; VQ : François-Simon Poirier) : Björn Côtes-de-fer, fils de Ragnar et Lagertha (saisons 2 à 6)
- Ben Robson (en) (VF : Fabrice Josso ; VQ : Éric Bruneau) : Kalf (saisons 3 et 4)
- Kevin Durand (VF : Lionel Tua ; VQ : François Godin) : Harbard (saisons 3 et 4)
- Lothaire Bluteau (VF : Michel Papineschi) : le roi Charles de Francie occidentale (saisons 3 et 4)
- John Kavanagh (VF : José Luccioni ; VQ : Adrien Bletton) : le Voyant (Sejðmaðr), qui pratique le « Seiðr » (récurrent saisons 1 à 3, principal saisons 4 à 6) et le pape Léon IV (VF : Michel Ruhl ; VQ : Sylvain Hétu) (invité saison 4, épisode 9)
- Peter Franzén (VF : Jérémie Covillault ; VQ : Manuel Tadros) : Harald à la Belle Chevelure (saisons 4 à 6)
- Jasper Pääkkönen (VF : Cédric Dumond ; VQ : Christian Perrault) : Halfdan le noir, frère du roi Harald (saisons 4 et 5, invité saison 6)
- Alex Høgh Andersen[Note 2] (VF : Alexandre Nguyen ; VQ : Alexandre Bacon) : Ivar le Désossé adulte, quatrième fils de Ragnar et Aslaug (saisons 4 à 6)
- Marco Ilsø[Note 3] (VF : Fabrice Trojani ; VQ : Alexandre L'Heureux) : Hvitserk adulte, deuxième fils de Ragnar et Aslaug (saison 4 à 6)
- David Lindström (sv)[Note 4] (VF : Gabriel Bismuth-Bienaimé) : Sigurd Œil de Serpent adulte, troisième fils de Ragnar et Aslaug (saison 4)
- Jordan Patrick Smith[Note 5] (VF : Eilias Changuel ; VQ : Frédéric Millaire-Zouvi) : Ubbe adulte, premier fils de Ragnar et Aslaug (saison 4 à 6)
- Moe Dunford (VF : Jonathan Amram 1re voix, saison 2 / Anatole de Bodinat (2e voix, saisons 3 à 5) (VQ : Gilbert Lachance) : Æthelwulf, fils du roi Ecbert (récurrent saisons 2 à 4, principal saisons 4 et 5)
- Jonathan Rhys-Meyers (VF : Adrien Antoine ; VQ : Alexis Lefebvre) : l'évêque Heahmund (invité saison 4, principal saison 5)
- Danila Kozlovski (VF : Damien Ferrette) : le prince Oleg (saison 6)
- Eric Johnson (VF : Laurent Maurel) : Erik le Rouge (saison 6)
- Georgia Hirst (VF : Caroline Lallau ; VQ : Mélanie Laberge) : Torvi (récurrente saisons 2 à 6, principale saison 6)
- Ragga Ragnars (en) (VF : Vanessa Van-Geneugden) : Gunnhild (récurrente saisons 5 et 6, principale saison 6)
- Ray Stevenson (VF : Hervé Bellon) : Othere (saison 6)

Photos des acteurs principaux
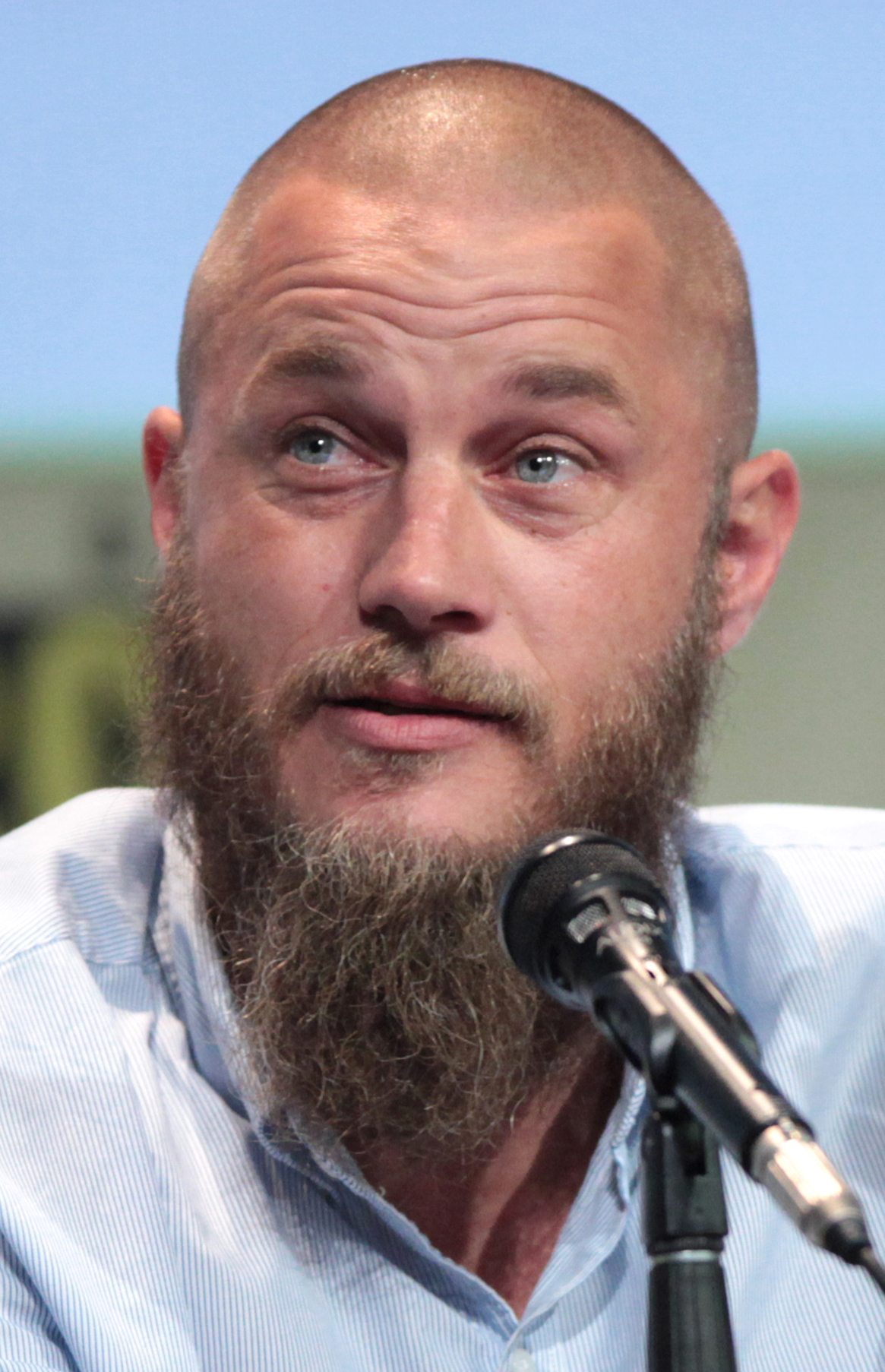
Travis Fimmel interprète Ragnar Lothbrok
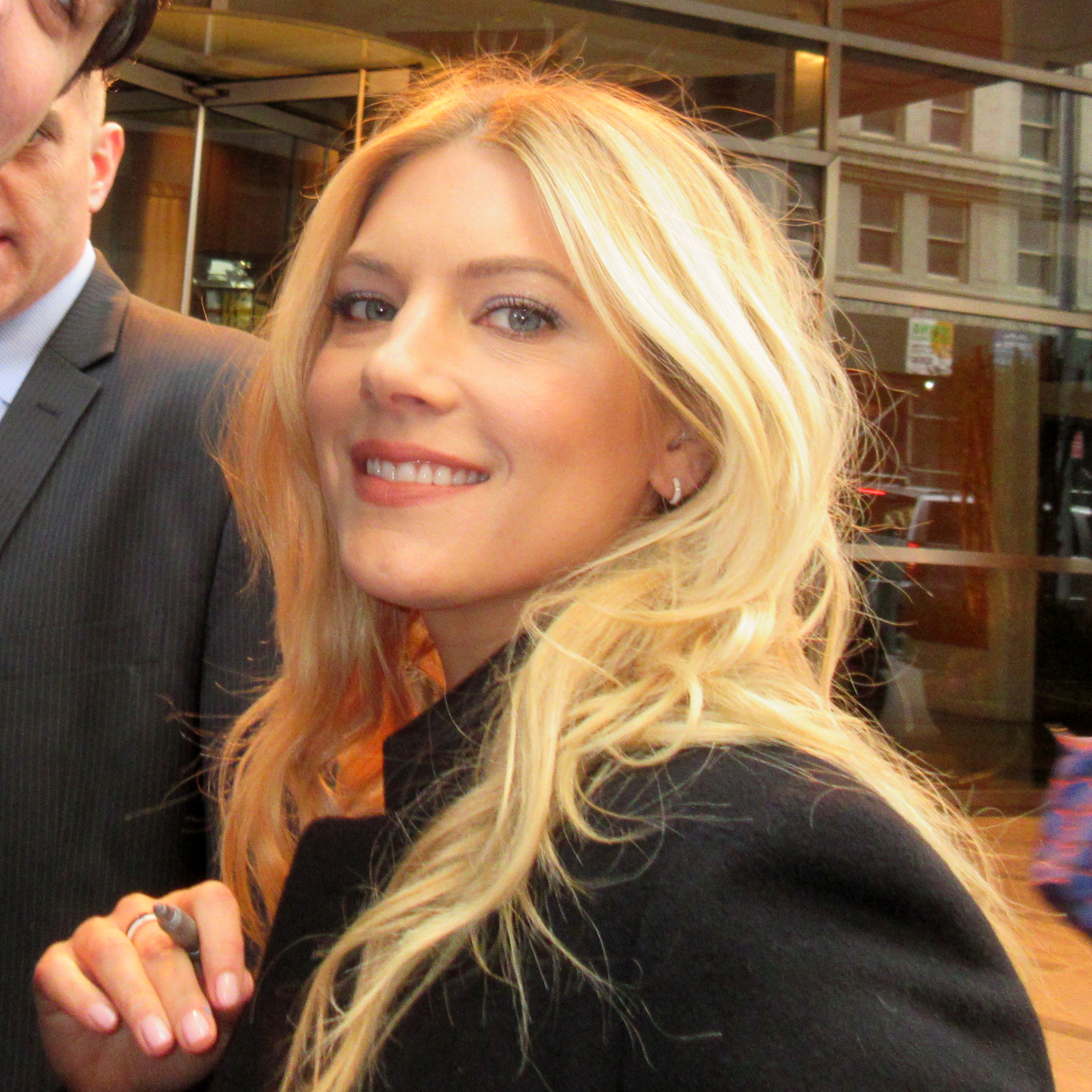
Katheryn Winnick interprète Lagertha
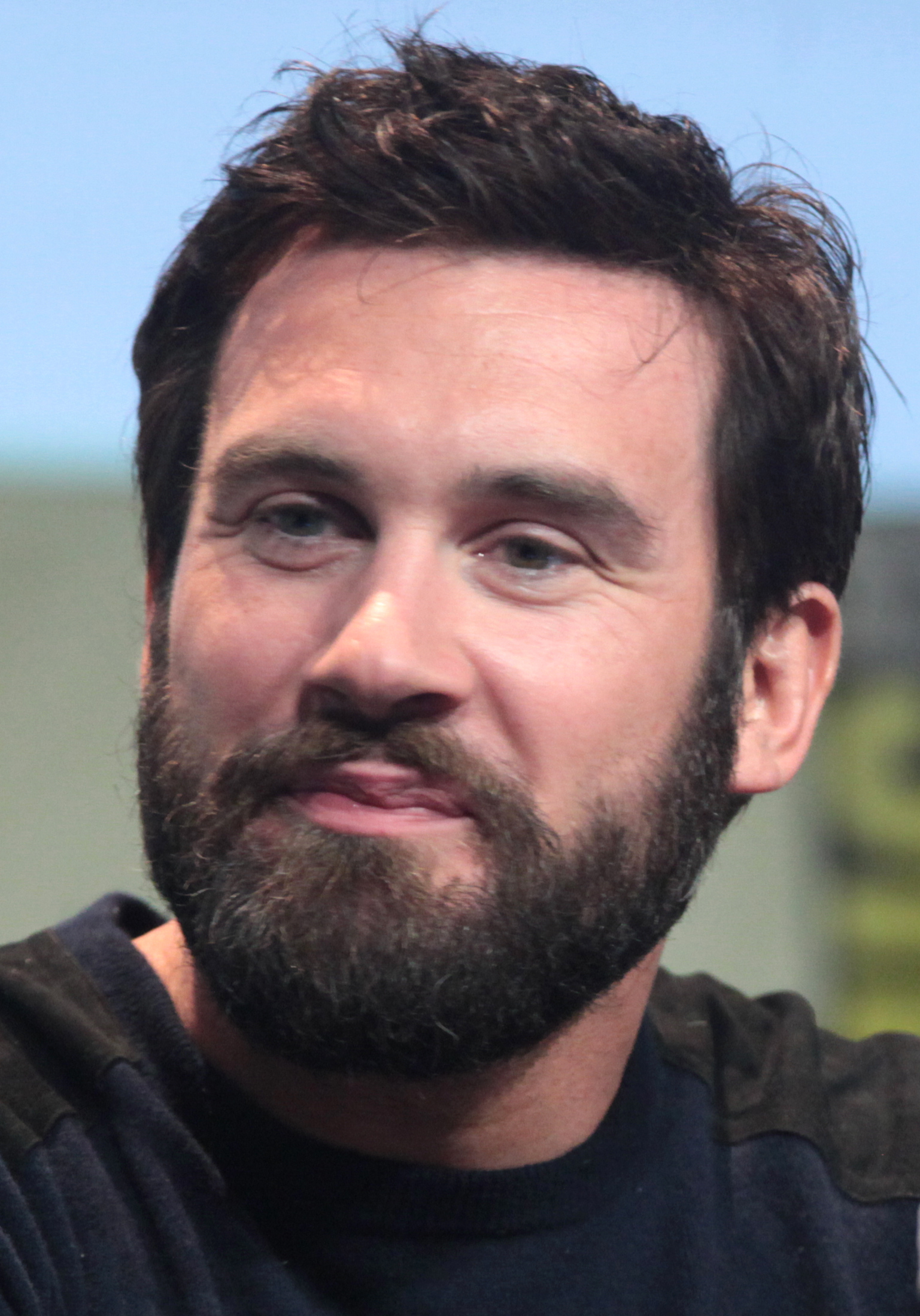
Clive Standen interprète Rollo
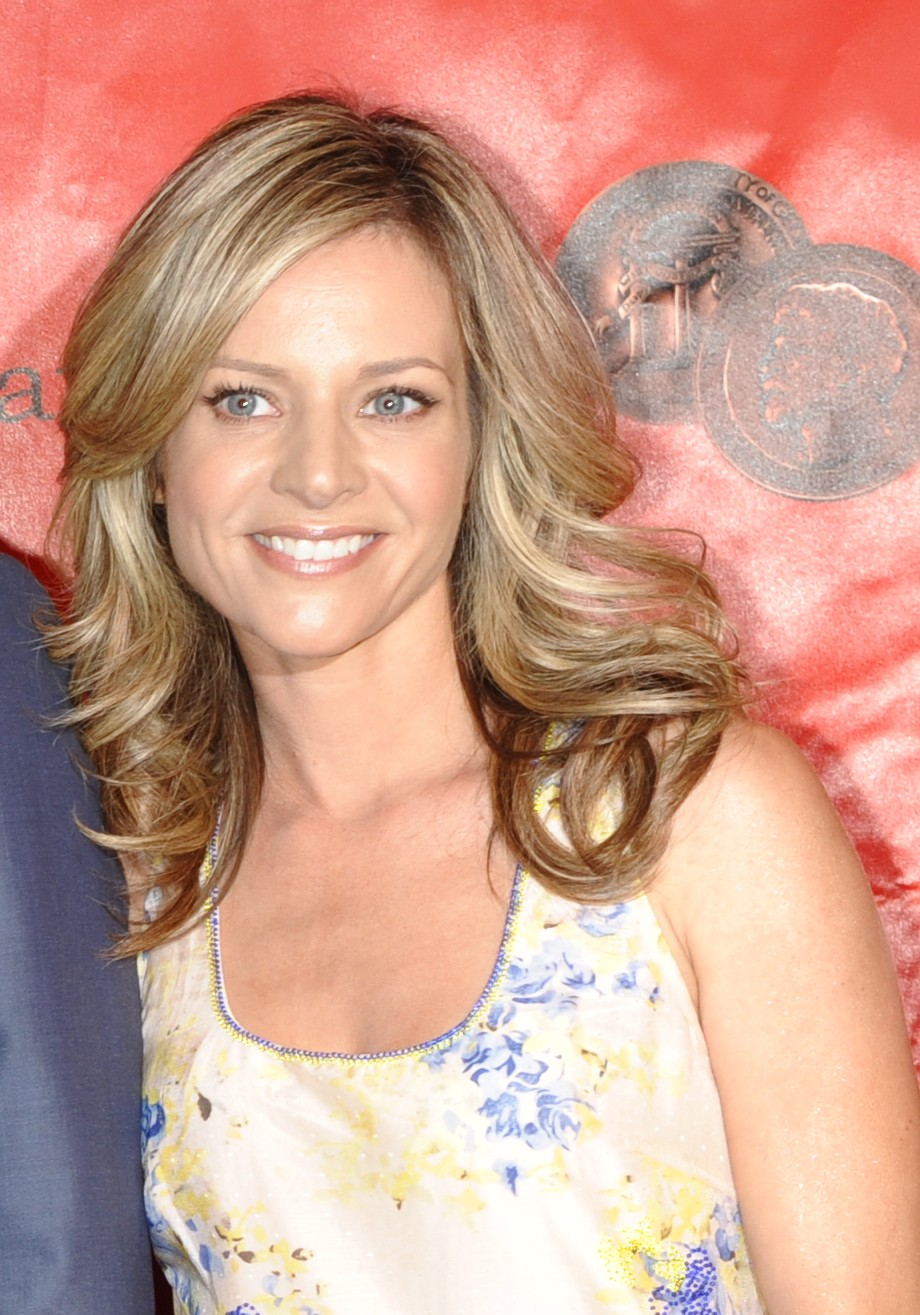
Jessalyn Gilsig interprète Siggy Haraldson
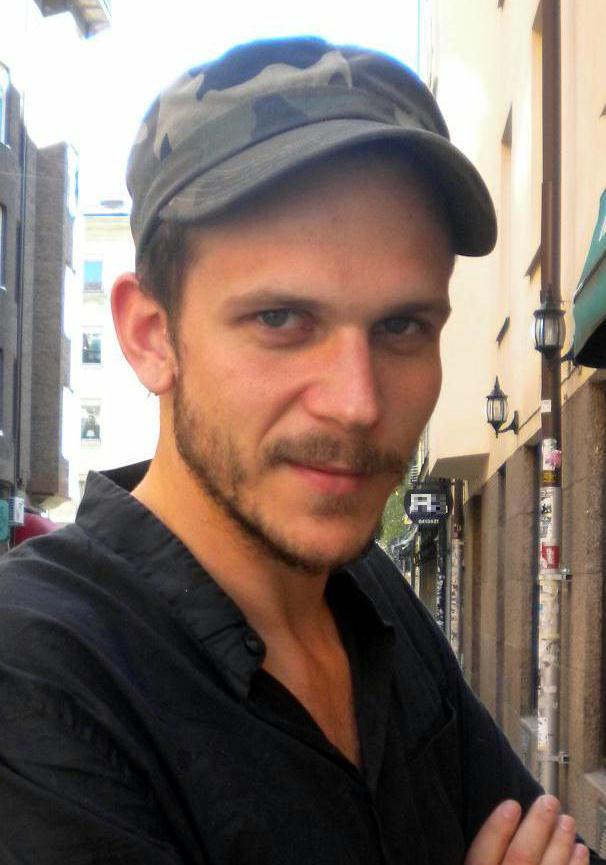
Gustaf Skarsgård interprète Floki
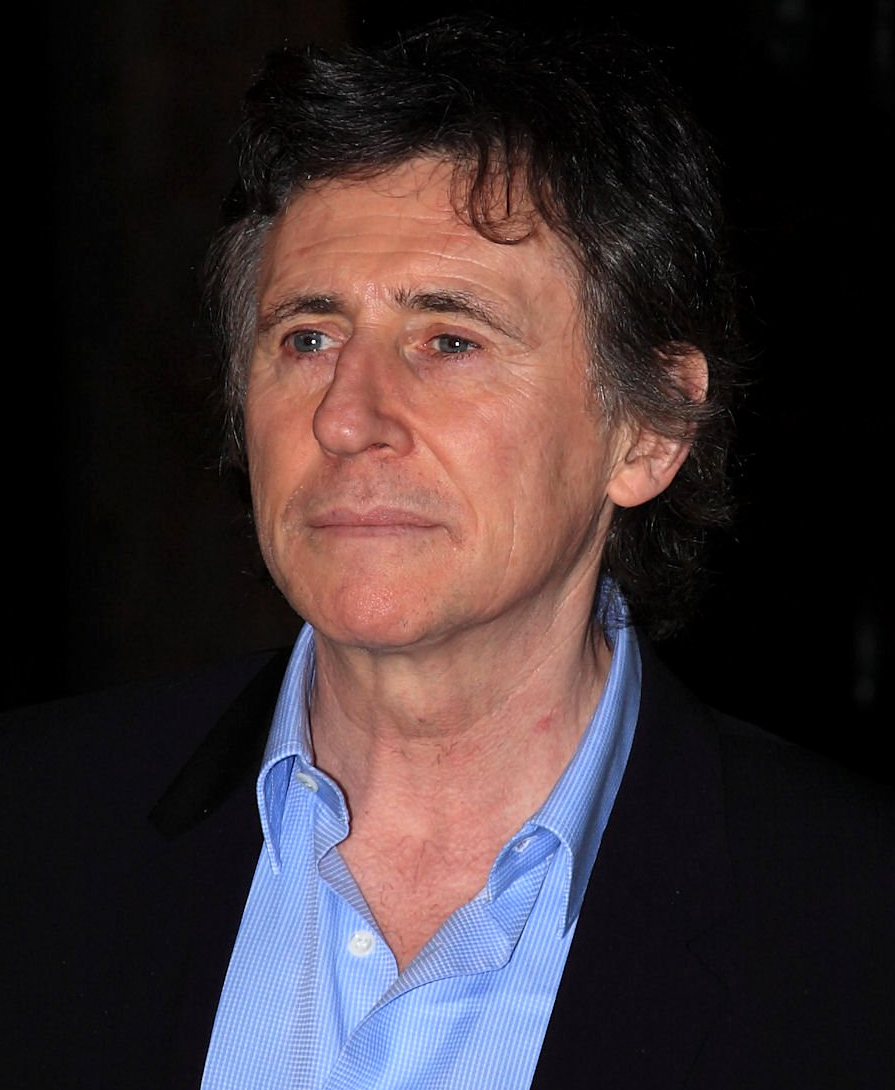
Gabriel Byrne interprète le jarl Haraldson
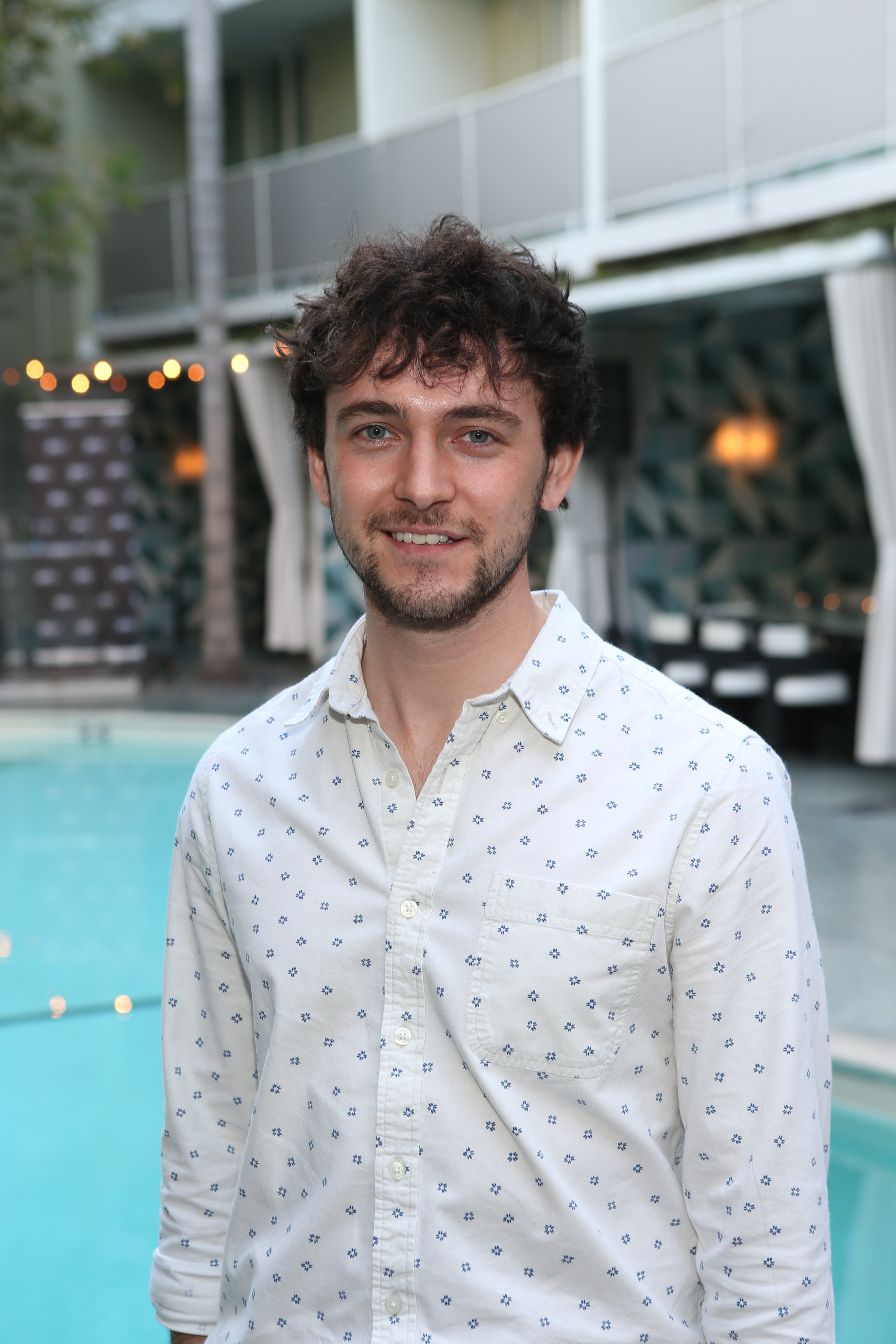
George Blagden interprète Athelstan
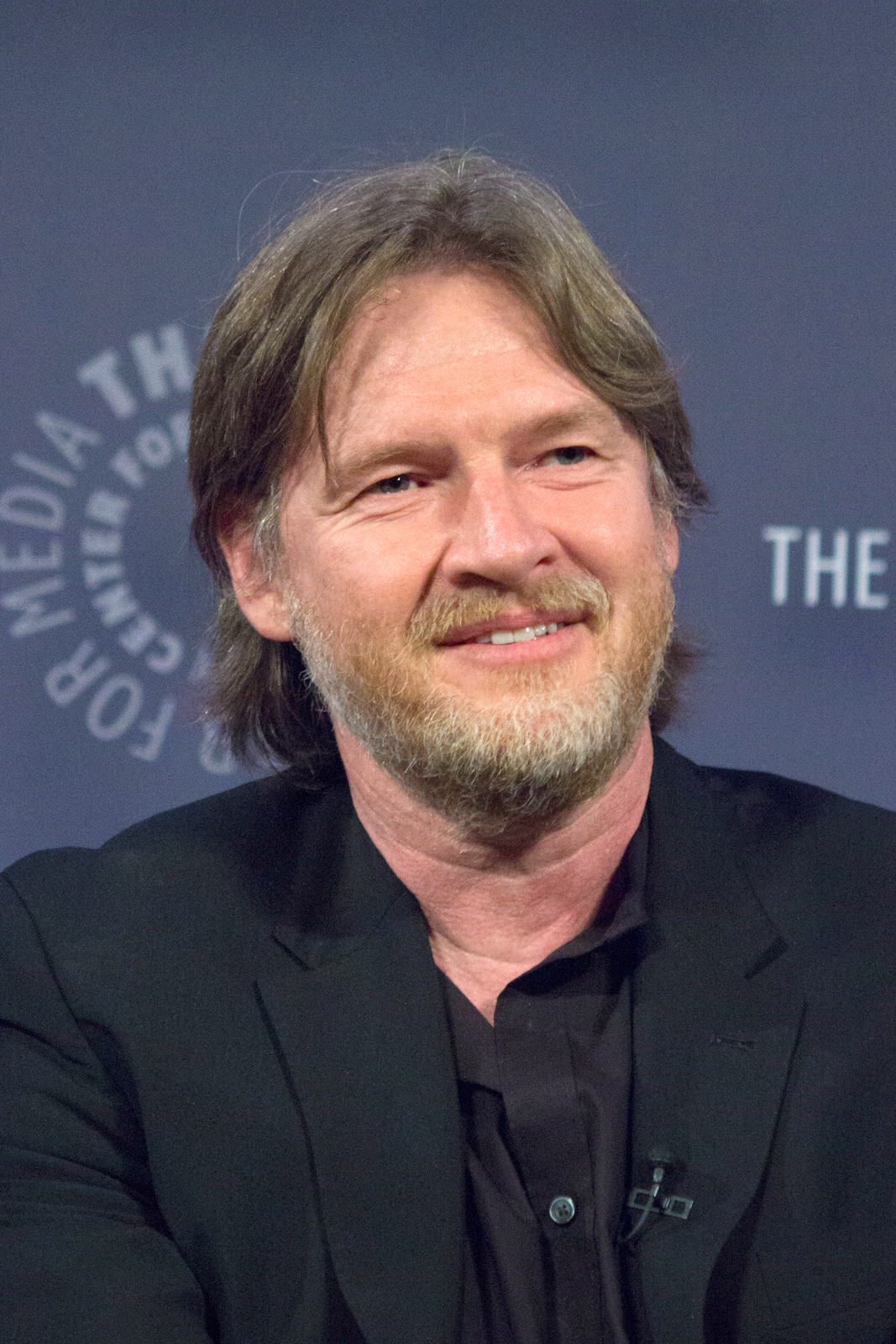
Donal Logue interprète le roi Horik
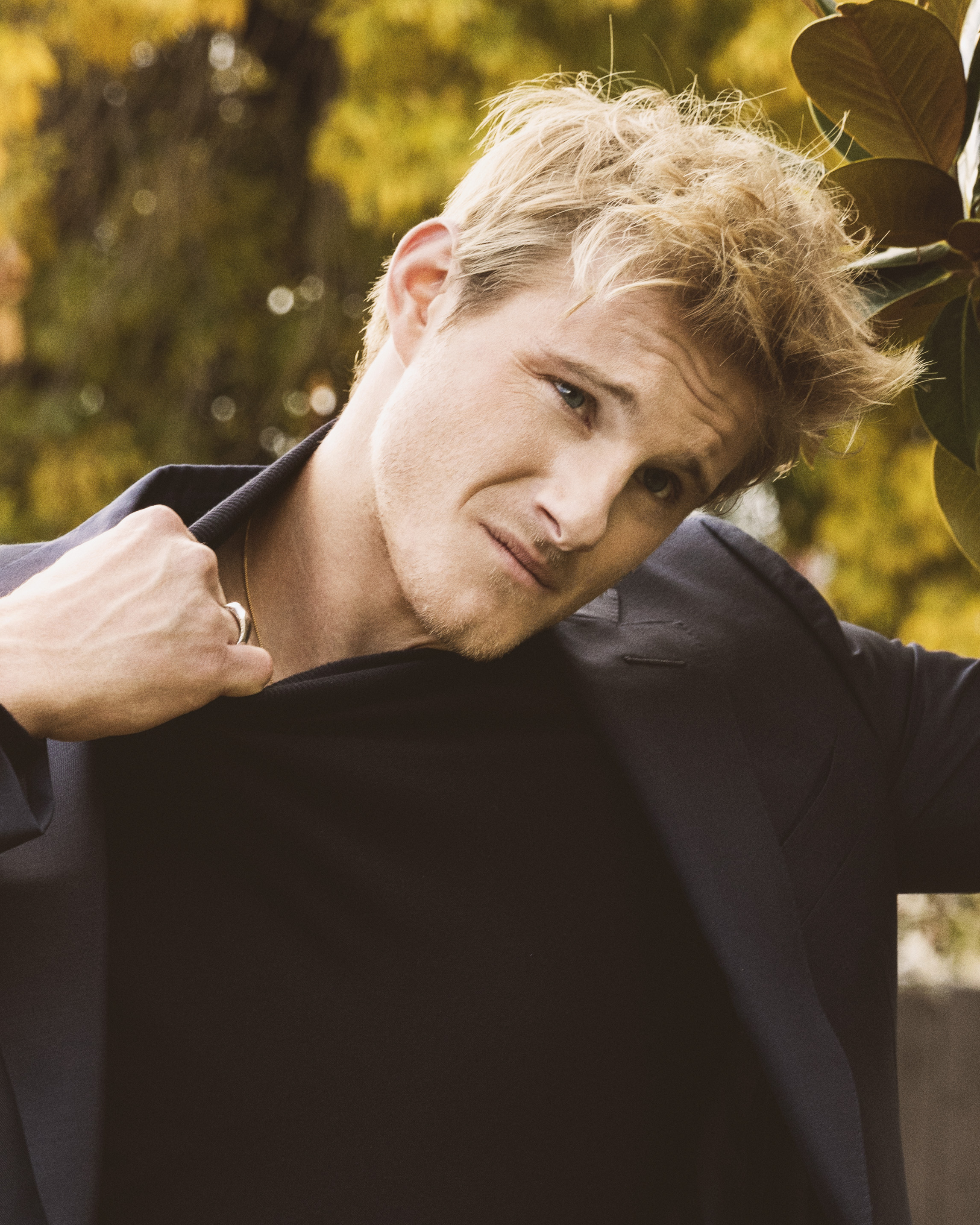
Alexander Ludwig interprète Björn Côtes-de-fer
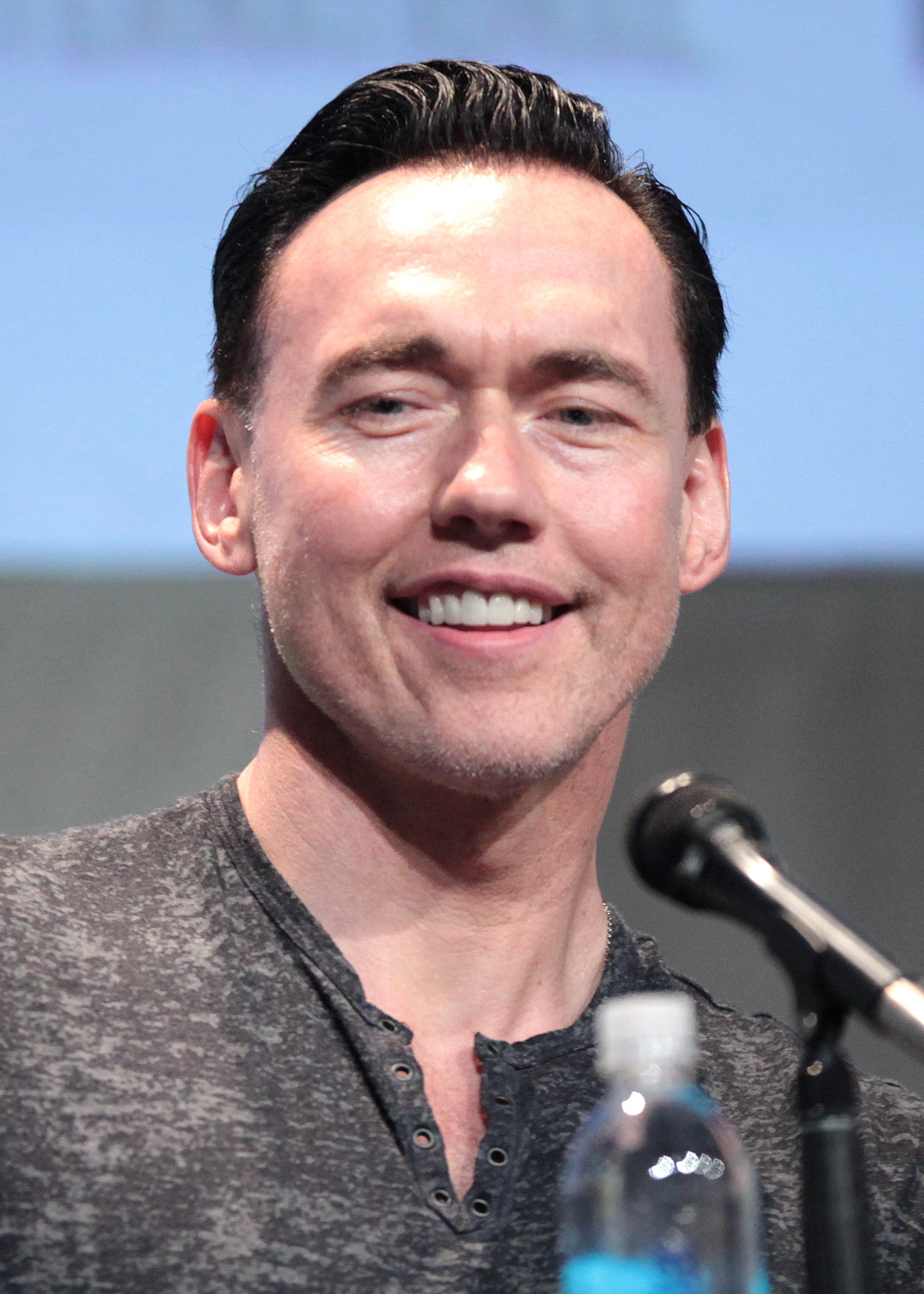
Kevin Durand interprète Harbard
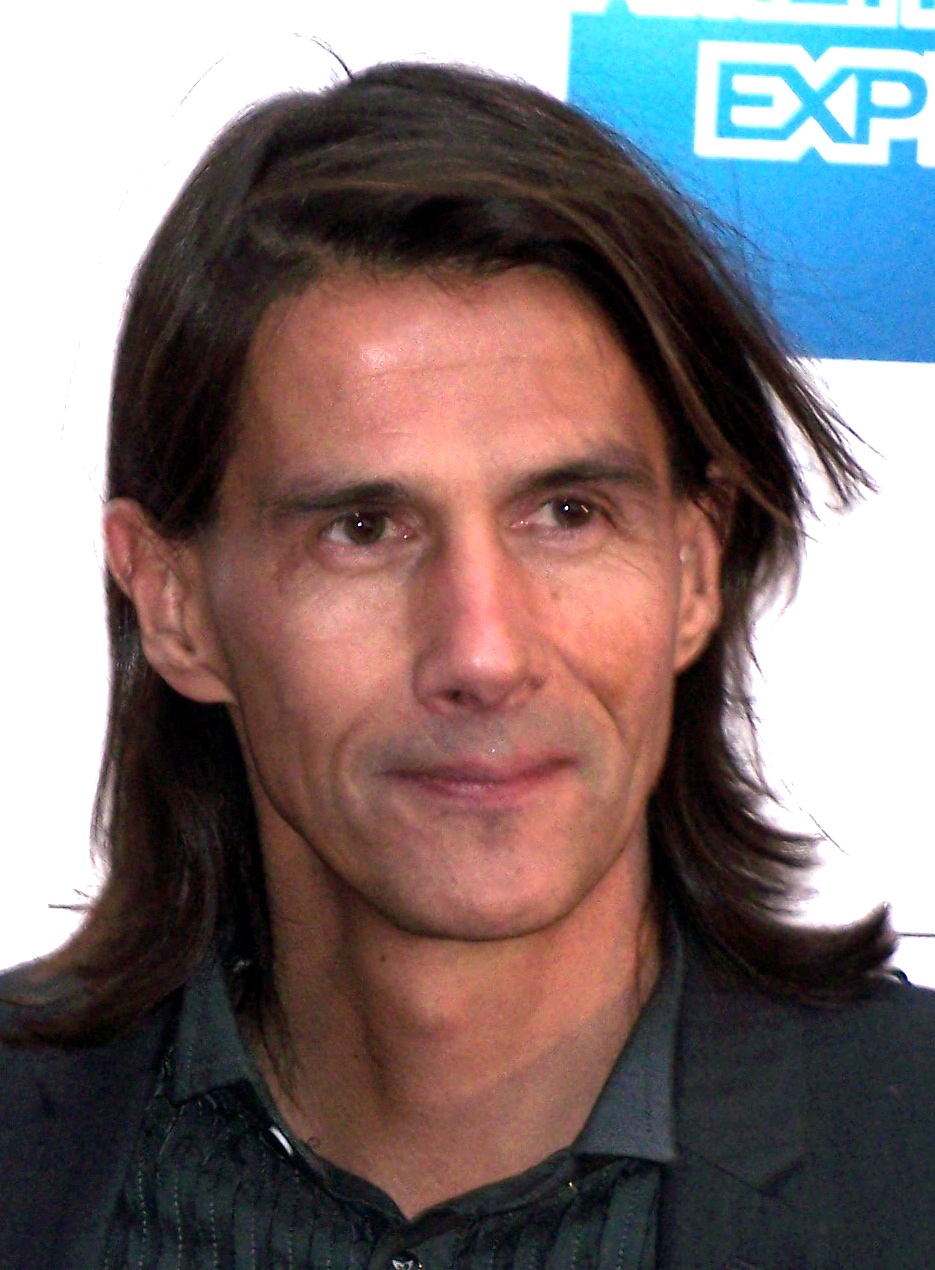
Lothaire Bluteau interprète le roi Charles de Francie occidentale
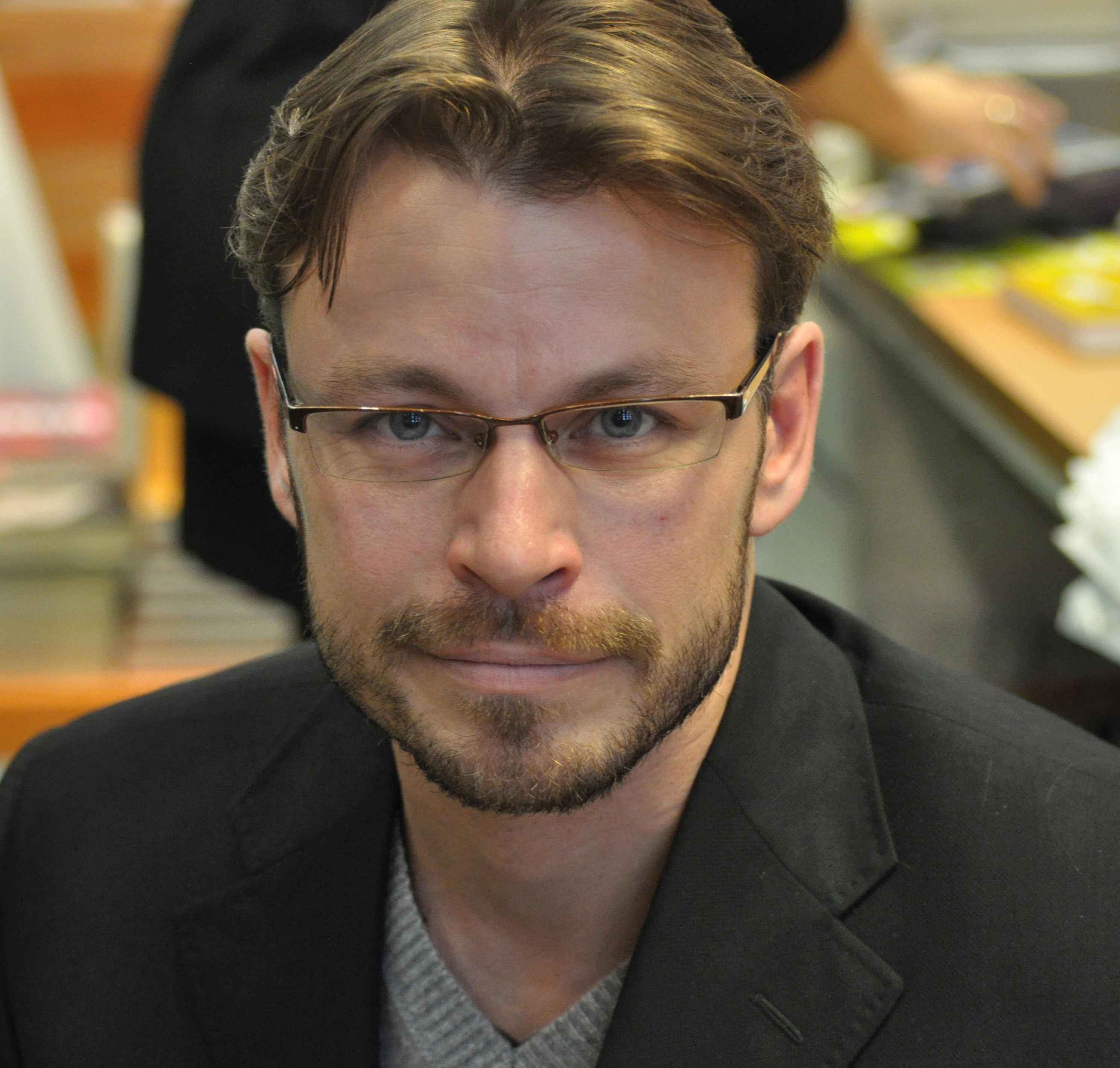
Peter Franzén interprète Harald à la Belle Chevelure
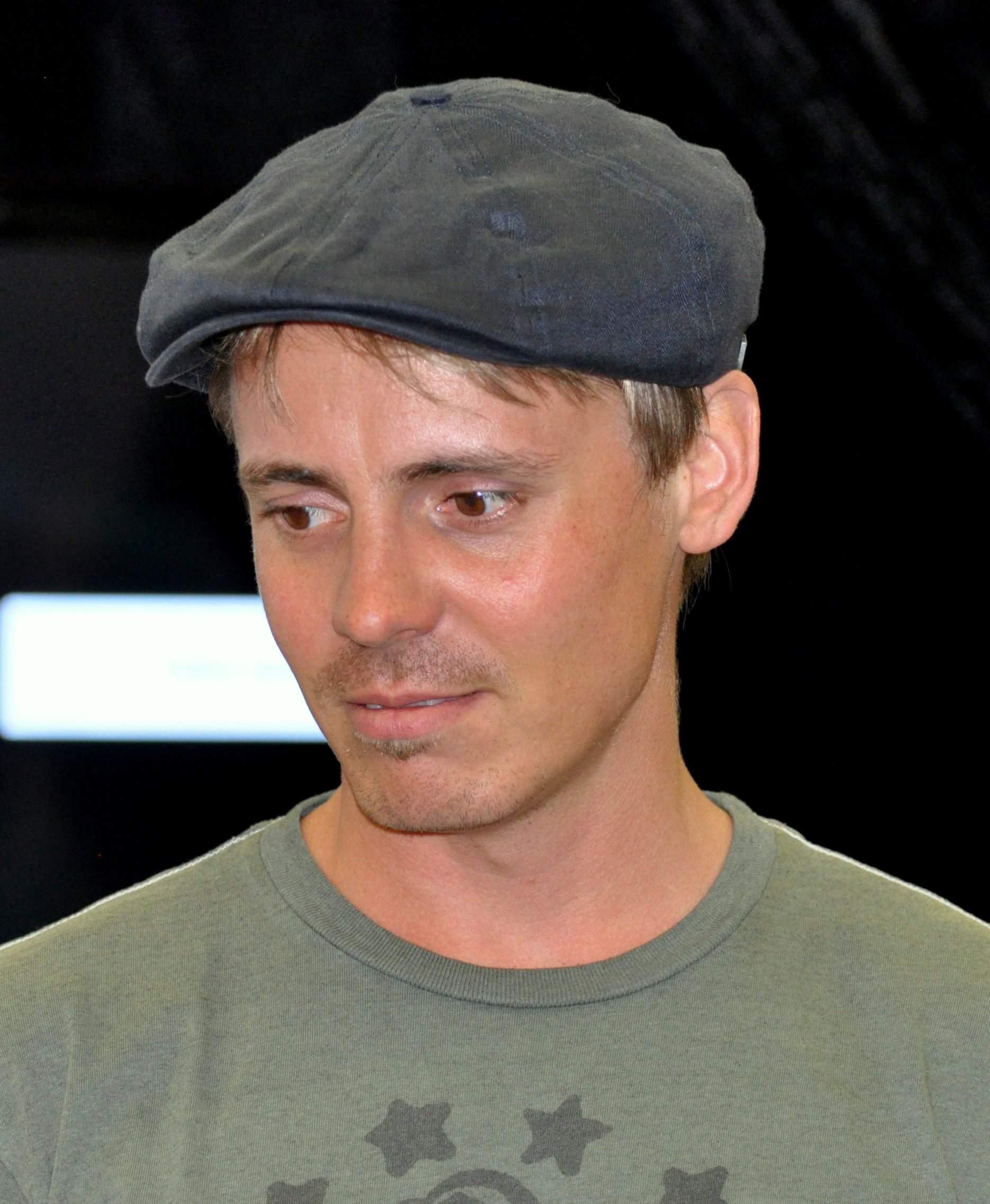
Jasper Pääkkönen interprète Halfdan le noir
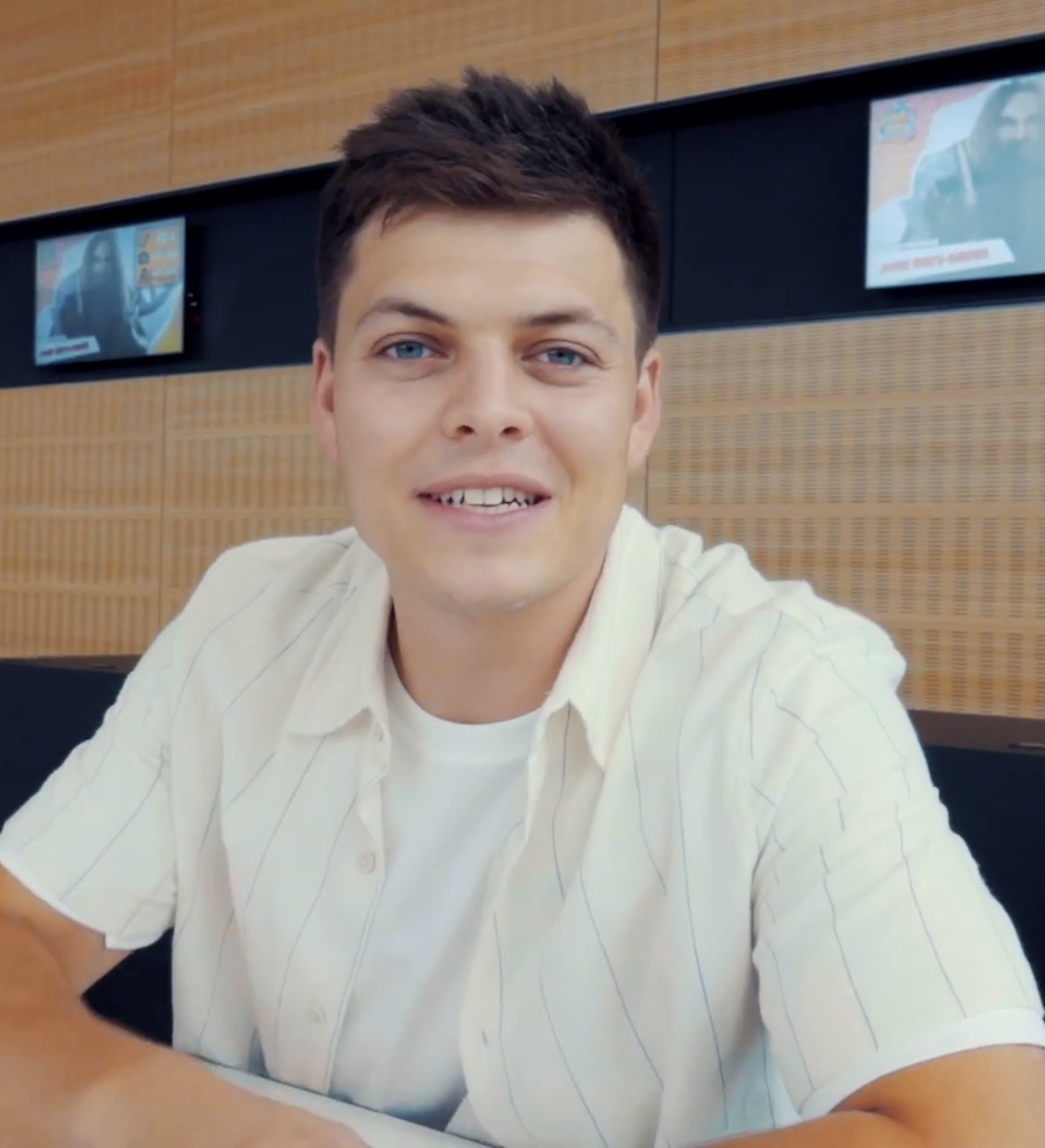
Alex Høgh Andersen interprète Ivar le Désossé
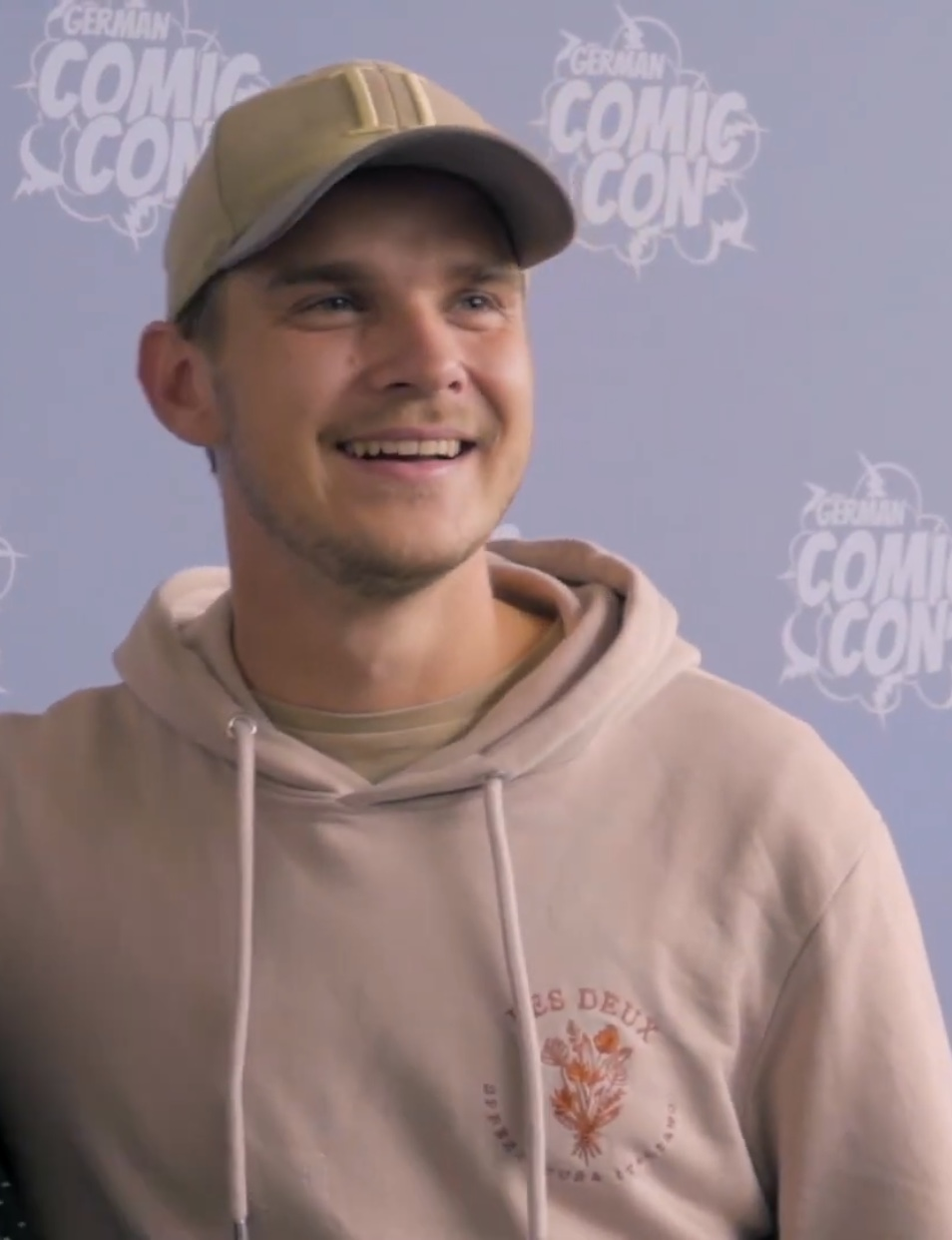
Marco Ilsø interprète Hvitserk
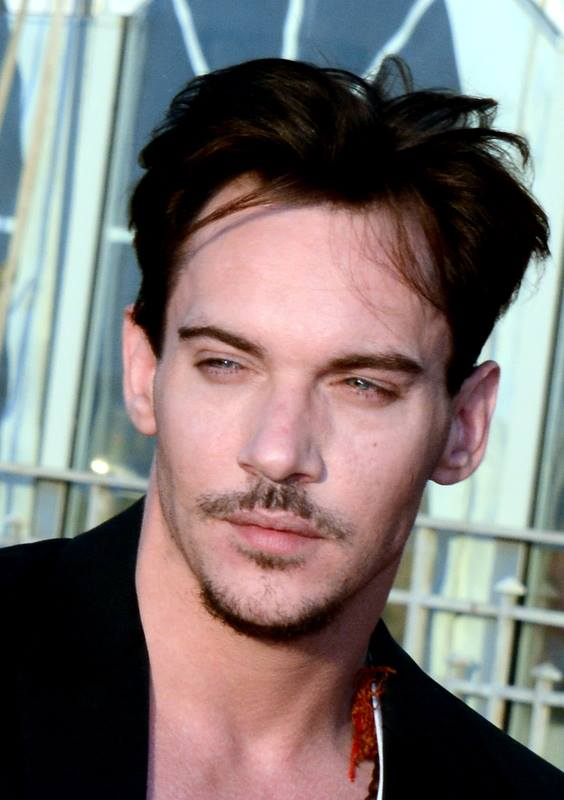
Jonathan Rhys-Meyers interprète l'évêque Heahmund
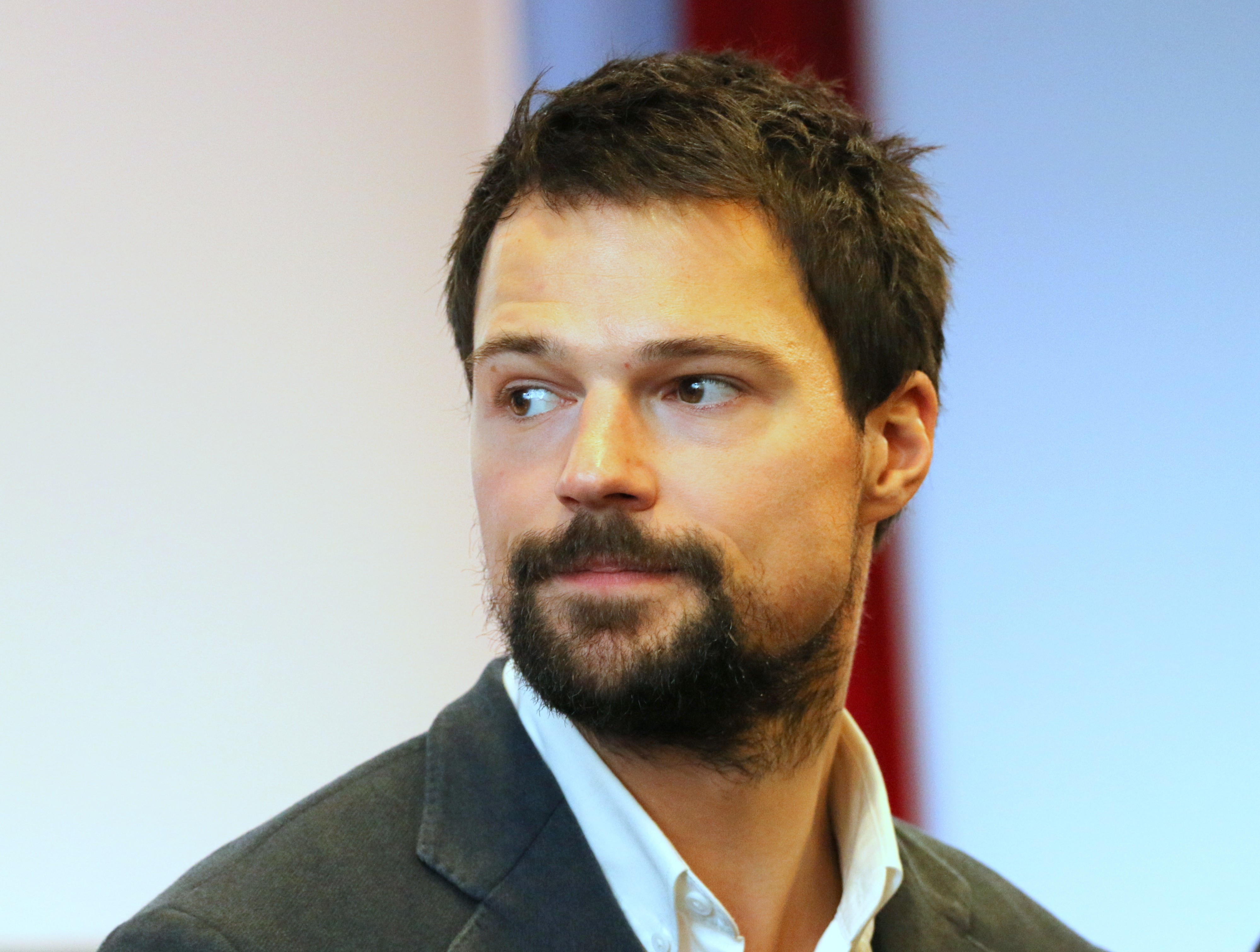
Danila Kozlovski interprète le prince Oleg
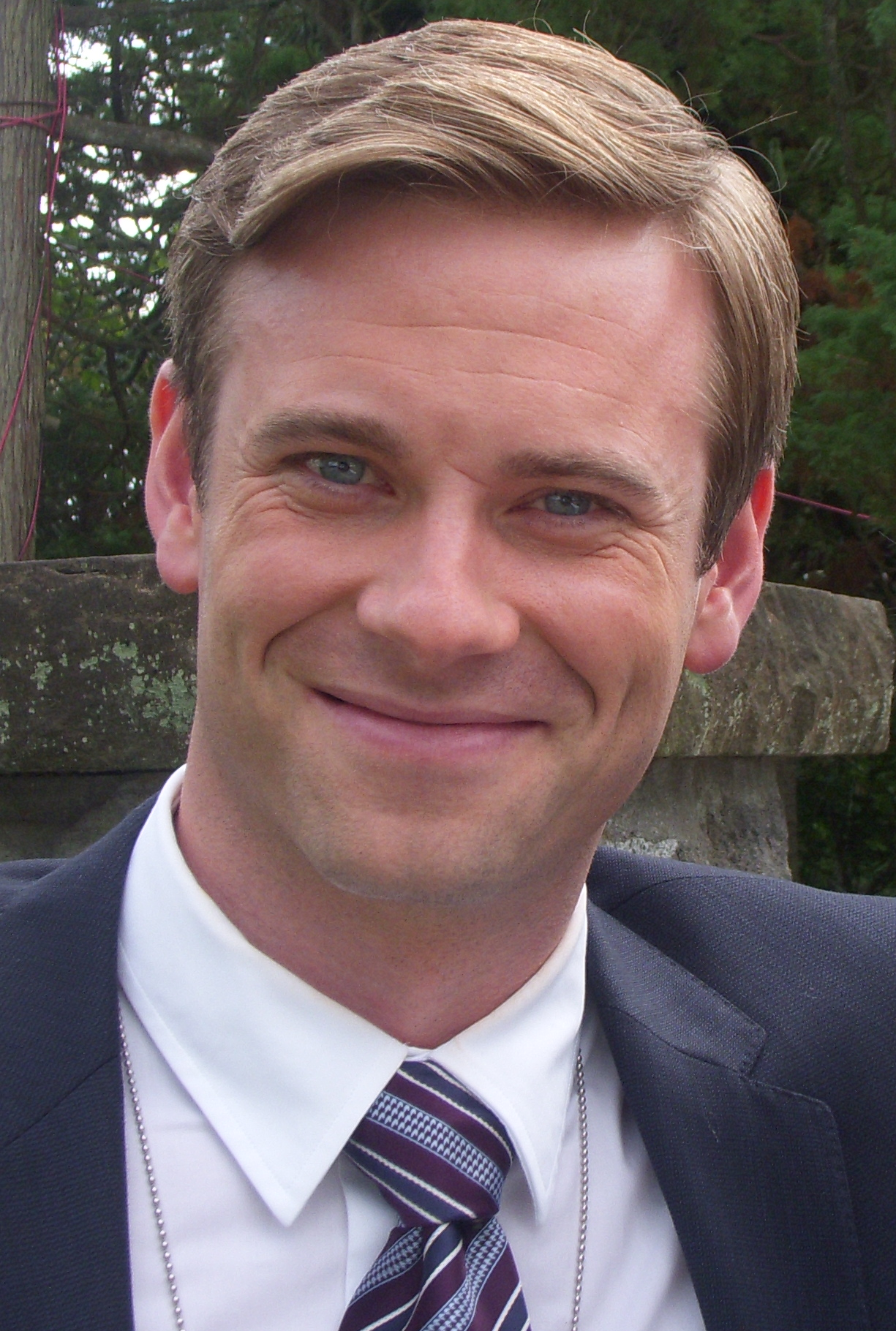
Eric Johnson interprète Erik le Rouge
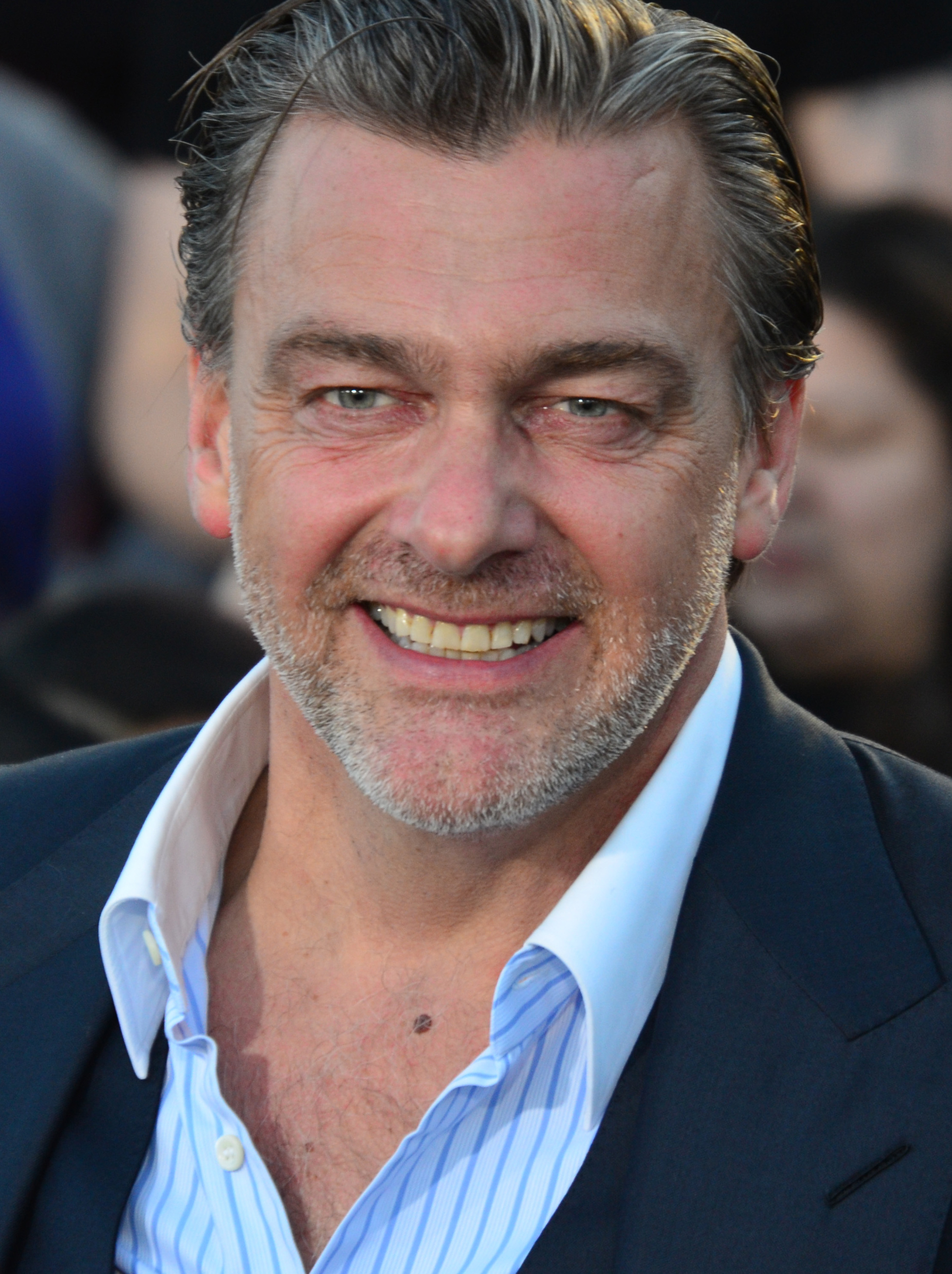
Ray Stevenson interprète Othere

### Acteurs récurrents
Introduits dans la saison 1
- Maude Hirst (VF : Dorothée Pousséo ; VQ : Annie Girard) : Helga, épouse de Floki (saisons 1 à 4)
- Ivan Kaye (VF : Sylvain Lemarié ; VQ : Denis Mercier) : le roi Ælle de Northumbrie (saisons 1 à 4)
- Elinor Crawley (VF : Olivia Luccioni) : Thyri Haraldson, fille de Siggy et du jarl Haraldson (récurrente saison 1, invitée saison 3)
- Nathan O'Toole (en) (VF : Tom Trouffier ; VQ : Nicolas DePassillé-Scott) : Björn jeune, fils de Ragnar et Lagertha (récurrent saison 1, invité saisons 2 et 4)
- Ruby O'Leary : Gyda, fille de Ragnar et Lagertha
- Eric Higgins (VF : Stéphane Bazin ; VQ : Daniel Picard) : Knut
- David Pearse (VF : Patrice Dozier) : Svein, homme de main du jarl Haraldson
- Diarmaid Murtagh (VF : François Siener) : Leif, guerrier de Ragnar
- Jouko Ahola : Kauko, guerrier de Ragnar
- Vladimir Kulich (VF : Michel Vigné) : Erik, guerrier de Ragnar
- Angus MacInnes (VF : Benoît Allemane) : Tostig, guerrier de Ragnar
- David Murray (en) (VF : Gilles Morvan) : Lord Aethelwulf, frère du roi Ælle
- Trevor Cooper (VF : Vincent Grass) : le jarl Bjarni, époux de Thyri
- Thorbjørn Harr (VF : Joël Zaffarano ; VQ : Jean-François Beaupré) : le jarl Borg (saisons 1 et 2)
- Tadhg Murphy (VF : Nessym Guetat) : Arne (saisons 1 et 2)
- Carrie Crowley (VF : Patricia Piazza) : Elisef (saisons 1 et 2)
- Jefferson Hall (VF : Rémi Bichet (1re voix, saisons 1 et 2) puis Jérémie Covillault (2e voix, saison 3) ; (VQ : Alexandre Fortin) : Torstein (saisons 1 à 3)

Introduits dans la saison 2
- Sarah Greene (saison 2) (VF : Fanny Bloc) puis Jennie Jacques (en) (saisons 3 à 5) (VF : Anouck Hautbois) : la princesse Judith de Northumbrie (saisons 2 à 5)
- Gaia Weiss (VF : Anne-Charlotte Piau ; VQ : Kim Jalabert) : Þórunn (saisons 2 et 3)
- Morgan C. Jones (VF : Patrick Béthune) : le Juge
- Morten Suurballe (VF : Cyrille Monge) : Sigvard
- Edvin Endre (en) ((VF : Pascal Grull) (1re voix, saison 2) puis Alexis Tomassian 2e voix, saisons 3 et 4)) : Erlendur (saisons 2 à 4)
- Amy Bailey (VF : Sybille Tureau ; VQ : Catherine Proulx-Lemay) : la princesse puis reine Kwenthrith de Mercie (saisons 2 à 4)
- Philip O'Sullivan (en)(VF : Vincent Grass ; VQ : Guy Nadon) : l'évêque Edmund (saisons 2 à 4)
- Steve Wall (VF : Jérôme Pauwels ; VQ : Yves Soutière) : Einar (invité saisons 2 et 4, récurrent saison 3)

Introduits dans la saison 3
- Owen Roe (VF : Patrick Raynal ; VQ : Denis Roy) : le comte Odon de Paris (saisons 3 et 4)
- Huw Parmenter (VF : Eilias Changuel (1re voix saison 3) puis Valentin Merlet (2e voix, saison 4)) : Roland (saisons 3 et 4)
- Morgane Polanski (VF : Olivia Luccioni ; VQ : Aline Pinsonneault) : la princesse Gisla de Francie occidentale, fille du roi Charles (saisons 3 et 4)
- Karen Hassan (en) (VF : Chloé Berthier) : Therese (invitée saison 3, récurrente saison 4)
- Frankie McCafferty (VF : William Coryn ; VQ : Martin Desgagné) : Sinric (récurrent saisons 3 et 5, invité saison 4)

Introduits dans la saison 4
- Dianne Doan (en) (VF : Geneviève Doang) : Yidu
- Stephen Rockett (VF : Vanessa Van-Geneugden) : Hvitserk enfant
- Luke Shanahan (VF : Jackie Berger) : Ubbe enfant
- James Quinn Markey (VF : Cindy Lemineur) : Ivar enfant
- Elijah O'Sullivan : Sigurd enfant
- Barry McGovern (en) : l'archevêque franc
- Seán T. Ó Meallaigh (VF : Philippe Bozo) : Prudentius
- Des Carney (VF : Didier Cherbuy) : Waerferth
- Sinead Gormally : Tanaruz
- Josefin Asplund (VF : Déborah Perret) : Astrid (saisons 4 et 5)
- Ida Marie Nielsen (VF : Léopoldine Serre) : Margrethe (saisons 4 et 5)
- Conor O'Hanlon (VF : Fanny Bloc) : le prince Alfred enfant

Introduits dans la saison 5
- Ferdia Walsh-Peelo (en) (VF : Garlan Le Martelot (1re voix, saison 5) puis Yoann Sover (2e voix, saisons 5 et 6)) : le Roi Alfred adulte (saisons 5 et 6)
- Adam Copeland (VF : Bruno Choël) : Ketill Flatnose (saisons 5 et 6)
- Darren Cahill (VF : Gauthier Battoue (1re voix, saison 5) puis Jim Redler (2e voix, saison 5)) : le prince Æthelred
- Keith McErlean (VF : Éric Herson-Macarel) : Lord Denewulf
- Jonathan Delaney Tynan (VF : Olivier Chauvel) : Lord Cuthred
- Kristen Holden-Ried (VF : Éric Aubrahn) : Eyvind
- Leah McNamara (en) (VF : Chloé Berthier) : Aud
- Ben Roe (VF : Alexis Gilot) : Guthrum
- Alicia Agneson (VF : Leslie Lipkins) : Freydis (saison 5) / Katia (saison 6)
- Dean Ridge (VF : Julien Crampon) : Magnus
- Tomi May (VF : François Siener) : Jarl Olavsonn
- Róisín Murphy (VF : Audrey Sourdive) : Elsewith (saisons 5 et 6)
- Steven Berkoff (VF : Jacques Frantz (saison 5 à 6) puis Paul Borne (saison 6, épisode 11)) : le roi Olaf (saisons 5 et 6)
- Kristy Dawn Dinsmore (VF : Jessica Monceau) : Amma (saisons 5 et 6)

Introduits dans la saison 6
- Lenn Kudrjawizki (VF : Glen Hervé) : le prince Dir
- Lucy Martin (VF : Marie Tirmont) : Ingrid
- Andrei Claude : Ganbaatar
- Elodie Curry : Asa
- Ryan Henson : Hali
- Oran Glynn O'Donovan (VF : Kaycie Chase) : Igor de Kiev
- Fredrik Hiller (VF : François Siener) : Thorkell le Grand
Version française
  - Société de doublage : Audi'art[3],[4]
  - Direction artistique : José Luccioni[3],[4]
  - Adaptation des dialogues : François Bercovici et Nicolas Mourguye[4]

 Source et légende : version française (VF) sur RS Doublage et Doublage Séries Database
 Source et légende : version québécoise (VQ) sur Doublage.qc.ca

## Production

### Développement
En mars 2012, un pilote de la série a été commandé par History États-Unis avec un budget de 40 millions de dollars pour la première saison.
Le 5 avril 2013, la série a été renouvelée pour une deuxième saison de dix épisodes,. Jeff Woolnough (en) et Kari Skogland rejoignent les réalisateurs Ken Girotti et Ciaran Donnelly.
Le 25 mars 2014, History a renouvelé la série pour une troisième saison de dix épisodes,.
Le 26 mars 2015, History a renouvelé la série pour une quatrième saison de seize épisodes. En décembre 2015, la chaîne annonce la date de diffusion et le nombre officiel d'épisodes de la saison qui passe de seize à vingt épisodes. Elle précise également que la saison sera diffusée en deux parties, les dix premiers épisodes en début d'année 2016 et la deuxième partie en fin de la même année,,.
Le 17 mars 2016, la série a été renouvelée pour une cinquième saison de vingt épisodes.
Le 12 septembre 2017, la série a été renouvelée pour une sixième saison de vingt épisodes.

### Attribution des rôles
George Blagden a été le premier casté en mai 2012, suivi de Gabriel Byrne, puis en juin par Travis Fimmel, Jessalyn Gilsig, Gustaf Skarsgård, Clive Standen et Katheryn Winnick.
En juin 2013, les acteurs Alexander Ludwig et Linus Roache ont obtenu un rôle récurrent lors de la deuxième saison.
En juin 2014, de nouveaux rôles ont été ajoutés pour la troisième saison : Lothaire Bluteau (Empereur Charles de Francie), Kevin Durand (Harbard, le vagabond), Morgane Polanski (Princesse Gisla) et Ben Robson (en) (Kalf).
Le 5 mai 2015, Peter Franzén, Jasper Pääkkönen, Dianne Doan rejoignent la distribution pour la quatrième saison.
En mars 2016, Jonathan Rhys-Meyers a obtenu le rôle de l'évêque Heahmund, bras droit d'Aethelwulf.
En juillet 2016, Adam Copeland a obtenu le rôle récurrent de Ketill Flatnose lors de la cinquième saison.

### Tournage
En juillet 2012, le tournage a débuté en Irlande dans le comté de Wicklow (au sud de Dublin) aux studios Ballyhenry (nouvellement construit) à Ashford (en),, tandis que les scènes de Drakkar ont été filmées non loin de là à Luggala (en), au cœur des montagnes de Wicklow,,. La première saison a été filmée à 70 % à l'extérieur. Quelques coûts de fond supplémentaires ont été effectuées en Norvège occidentale[réf. souhaitée].
Le Lough Tay (au cœur des montagnes de Wicklow) a servi de lieu de tournage pour le port de Kategatt.

### Musique
Le groupe Wardruna participe à la composition de la musique de la série, en compagnie de Trevor Morris.
Le générique, If I Had a Heart, est interprété par Fever Ray, alias Karin Dreijer, chanteuse suédoise.

## Épisodes
| Saison | Nombre d'épisodes | / Diffusion originale | / Diffusion originale | / Diffusion originale | / Diffusion originale | Audience moyenne (en millions)   |               |
| Saison | Nombre d'épisodes | Année                 | Jour et heure         | Début de saison       | Fin de saison         | Audience moyenne (en millions)   |               |
| ------ | ----------------- | --------------------- | --------------------- | --------------------- | --------------------- | -------------------------------- | ------------- |
| 1      | 9                 | 2013                  | dimanche 22 h         | 3 mars 2013           | 28 avril 2013         | 4,3                              |               |
| 2      | 10                | 2014                  | jeudi 22 h            | 27 février 2014       | 1er mai 2014          | 3,2                              |               |
| 3      | 10                | 2015                  | jeudi 22 h            | 19 février 2015       | 23 avril 2015         | 2,6                              |               |
| 4      | 20                | 2016-2017             | jeudi 22 h            | 18 février 2016       | 1er février 2017      | 2,2<(1re partie) 2,67(2e partie) |               |
| 5      | 20                | 2017-2019             | mercredi 22 h         | 29 novembre 2017      | 30 janvier 2019       | indéterminées                    | indéterminées |
| 6      | 20                | 2019-2020             |                       | 4 décembre 2019       | 30 décembre 2020      |                                  |               |

Source : Site officiel de la chaîne de diffusion History

### Première saison (2013)
Composée de neuf épisodes, elle a été diffusée du 3 mars 2013 au 28 avril 2013 sur History Canada et History US.
Résumé
Ragnar Lothbrok, simple fermier et homme lige du jarl Haraldson, se rebelle contre les choix stratégiques de son suzerain. Au lieu d'attaquer les païens slaves et baltes de la Baltique, il décide de se lancer dans l'attaque des riches terres de l'Ouest, là où les monastères regorgent de trésors qui n'attendent que d'être pillés par des guerriers ambitieux.
Clandestinement, Ragnar va monter sa propre expédition et sa réussite changera le destin des Vikings.

### Deuxième saison (2014)
Composée de dix épisodes, elle a été diffusée du 27 février au 1er mai 2014 sur History.
Résumé
Après un violent affrontement contre le jarl Borg, Ragnar rentre à Kattegat où il apprend la mort de sa fille Gyda, victime de la peste. Il ramène aussi captif son frère Rollo, qui les a trahis durant la bataille au profit de leurs ennemis. Ragnar a la surprise de voir débarquer chez lui sa maîtresse, la jeune princesse Aslaug. Cette dernière, enceinte et sur le point d'accoucher, demande à rester sur place. Furieux et publiquement humiliés, Lagertha et Björn décident de quitter Kattegat. Quatre ans plus tard, le roi Horik réclame l'aide de Ragnar afin de lancer une expédition dans le royaume du Wessex, dirigé par un certain roi Ecbert. Mais les trahisons et les manigances se multiplient ; Kattegat finit par être attaquée par le jarl Borg, en représailles de sa cuisante défaite. Athelstan est trahi par le roi Horik et est laissé entre les griffes d'Ecbert et Lagertha se voit forcée de subir le joug d'un nouveau mari aussi cruel que puissant. Quant au roi Horik, il n'hésite pas à utiliser les proches de Ragnar dans le but secret de le renverser un jour. Entre jeux de guerre, de pouvoir, d'amour et de foi, Ragnar devra faire des choix stratégiques et savoir rester fort s'il veut protéger sa famille, ses amis ainsi que sa patrie.

### Troisième saison (2015)
Composée de dix épisodes, elle a été diffusée du 19 février 2015 au 23 avril 2015 sur History au Canada et aux États-Unis.
Résumé
Après avoir exécuté le roi Horik et s'être lui-même proclamé roi, Ragnar règne désormais sur Kattegat et projette de faire un nouveau raid sur le Wessex. Lagertha, désormais Jarl, l'accompagne, ainsi que leur fils Björn, Rollo, Floki, Athelstan et quelques centaines de guerriers vikings. Une fois sur les terres du Roi Ecbert, Ragnar doit livrer plusieurs batailles afin de préserver l'avenir de son peuple en faisant établir plusieurs colonies sur le sol d'Angleterre. Mais le fourbe roi Ecbert ne l'entend pas de cette oreille et fait traîtreusement massacrer les fermiers vikings qui s'étaient installés sur son territoire. Quant à Lagertha, elle se retrouve trahie par ses propres hommes et est dépossédée de toutes ses terres. De son côté, la reine Aslaug, restée seule à Kattegat avec ses quatre enfants (dont un handicapé), trouve un peu de réconfort dans les bras d'un mystérieux vagabond nommé Harbard. Néanmoins, cette rencontre provoquera de nombreuses douleurs pour Ragnar et les habitants de Kattegat. C'est alors qu'une guerre sans merci éclate entre les Vikings et les chrétiens au sein même du village, ce qui entraînera la mort d'Athelstan, tué de la main de Floki. Ragnar, en deuil, décidera d'attaquer la célèbre capitale de la Francie, Paris, cité dite aussi légendaire qu'imprenable. Après un effroyable affrontement et un interminable siège aussi long que fatigant pour les deux camps, les Vikings arrivent finalement à entrer dans la ville. Mais au cours de l'affrontement, Ragnar a été gravement blessé et est obligé de se replier sur Kattegat. Björn charge alors son oncle Rollo de rester sur place afin de continuer le siège.

### Quatrième saison (2016-2017)
Composée de vingt épisodes, elle a été diffusée en deux parties du 18 février 2016 au 1er février 2017 sur la chaîne History, au Canada et aux États-Unis.
Résumé
La première partie reprend après leur terrible assaut sur Paris, les Vikings reviennent à Kattegat, accompagnés d'un énorme butin conquis au cours de l'attaque. Ragnar, très mal en point, reprend peu à peu ses forces. Enfin guéri, il décide de retourner à Paris, afin d'amener son frère Rollo devant la justice des dieux. Ce dernier, ayant trahi son peuple en épousant la fille de l'empereur de la Francie, a décidé de combattre les Vikings et son frère aux côtés des Francs. Afin d'aller attaquer Paris, les Vikings forgent de nouvelles alliances et trouvent de nouveaux alliés en la personne de l'ambitieux roi Harald à la « Belle Chevelure », qui souhaite par-dessus tout devenir roi de toute la Norvège. Les Vikings et leur flotte parviennent alors aux portes de la Francie mais essuient de nombreuses défaites face à l'armée des Francs, commandés d'une main de fer par Rollo. Mais après plusieurs tentatives d'invasion, toutes soldées par de cuisants échecs, les Vikings n'ont d'autre choix que de se replier sur Kattegat, vaincus et défaits. De son côté, l'ambitieux roi Ecbert du Wessex s'impose au pouvoir en devenant le plus grand monarque d'Angleterre après s'être emparé de la couronne de la Mercie en plus de son propre royaume et en évinçant délibérément celui de la Northumbrie.
La deuxième partie se déroule quelques années après leur second raid sur Paris, Ragnar revient enfin à Kattegat après son exil mais est maintenant vieux et affaibli. Il revient pour voir ce que sont devenus ses fils et apprend que deux d'entre eux comptent partir explorer les côtes de la mer Méditerranée avec quelques-uns de leurs alliés (dont notamment le roi Harald), tandis que les trois autres ont décidé de rester sur Kattegat pour protéger leur mère, la reine Aslaug, qui a pris les rênes de la cité, devenue aujourd'hui l'un des principaux lieux de commerce de la Norvège. Isolé et sans aucun allié, Ragnar demande alors à son dernier fils Ivar (surnommé « le désossé » à cause d'une difformité physique) de l'accompagner dans un dernier périple en Angleterre. Arrivé en territoire ennemi, Ragnar est capturé par le roi Ecbert du Wessex qui le livre ensuite au Roi Aelle de Northumbrie, lequel le met à mort sans pitié en le faisant jeter dans une fosse remplie de serpents venimeux. Ivar, seul rescapé du voyage, retourne à Kattegat et annonce à son peuple et à ses frères la mort de Ragnar. L'ensemble du peuple viking se réunit pour former la plus grande armée païenne jamais vue dont le seul but est de se venger de la mort de leur roi. La grande armée, commandée par Björn, mène plusieurs batailles sanglantes en Angleterre, et arrive finalement à renverser les royaumes de la Northumbrie et du Wessex en supprimant leurs principaux monarques, d'abord Aelle, puis Ecbert. Quant à Lagertha, qui souhaitait ardemment récupérer Kattegat depuis de nombreuses années, elle profite de l'absence de tous les guerriers pour mener un assaut discret et meurtrier sur la ville et y assassine Aslaug avant de s'autoproclamer reine de la cité.

### Cinquième saison (2017-2019)
Composée de vingt épisodes, elle a été diffusée en deux parties du 29 novembre 2017 au 30 janvier 2019, sur History, au Canada et aux États-Unis.
Résumé
À la suite de la mort de Ragnar, les Vikings ont levé la plus grande armée païenne jamais vue de mémoire d'homme afin d'attaquer les principaux royaumes d'Angleterre et venger la mort de leur roi. La grande armée, commandée par les fils de Ragnar, mène plusieurs batailles sanglantes en Angleterre, et arrive finalement à renverser les royaumes de la Northumbrie et du Wessex en supprimant leurs principaux monarques, d'abord Aelle de Northumbrie, puis Ecbert du Wessex.
Mais Aethelwulf, le fils de Ecbert et nouveau roi du Wessex, a réussi à échapper au massacre avec sa famille et compte bien préparer une offensive pour prendre sa revanche sur la Grande Armée. Pour cela, il s'allie à un évêque combattant du nom d'Heahmund, qui déteste par-dessus tout le peuple Viking.
Ces derniers, malgré leurs récentes victoires, restent cependant complètement isolés en plein territoire ennemi, d'autant que les conflits entre les fils de Ragnar s’intensifient de plus en plus notamment après qu'Ivar eut tué son propre frère Sigurd au cours d'une querelle. Cet acte provoquera le début d'un énorme conflit qui va opposer et déchirer les fils de Ragnar entre eux. Cette célèbre guerre civile, en plus de décider de l'avenir du peuple viking, engendrera de lourdes répercussions dans le monde entier et influencera également les générations futures.

### Sixième saison (2019-2020)
Le 12 septembre 2017, la série a été renouvelée pour une sixième et dernière saison de vingt épisodes sur History, au Canada et aux États-Unis et diffusée en France à partir du 5 décembre 2019,.
Dans la première partie de saison, Ivar en fuite trouve refuge chez le prince Oleg à Kiev. Ce dernier voit son arrivée comme un signe et s'allie avec lui pour envahir la Scandinavie. Björn devient roi de Kattegat et veut faire prospérer le commerce. Mais il doit prendre une décision difficile pour venir en aide au roi déchu Harald. Ubbe part en Terre de Glace retrouver Floki disparu dans une grotte, et d'un homme avec qui explorer une terre au-delà vers l'ouest. Hvitserk, vouant une haine envers Ivar, bascule progressivement dans la folie...
Dans la deuxième partie de saison, les cycles des personnages survivants se terminent. Après avoir finalement vaincu les forces de la Rus' de Kiev grâce à son aura légendaire, Björn meurt, déjà très affaibli. Le trône de Kattegat est secoué par une guerre de succession qui voit Harald à la belle chevelure vainqueur, et la veuve de Björn, Ingrid. Gunnhild, la première femme de Björn, se donne la mort pour le rejoindre. Harald, roi de toute la Norvège, prend part à une grande expédition contre le Wessex, accompagné de Hvitserk et Ivar, ayant quitté en paix le prince Igor désormais investi de la véritable royauté après avoir tué Oleg pour être libéré de lui. Cette grande expédition, qui trouble dans un premier temps un roi Alfred malade et tourmenté, tourne rapidement au désavantage des vikings, qui subissent la perte d'Harald et d'Ivar. Avec la mort de l'esclavagiste Erik dernier prétendant au trône, Ingrid la seconde femme de Björn devient la Reine légitime de toute la Norvège. Sans général légitime, les troupes danoises et Hvitserk se rendent et entament une nouvelle étape de collaboration avec les saxons. En parallèle, les pérégrinations d'Ubbe, Torvi et Othere, sous le signe de l'errance et, dans un premier temps d'une grande violence, les mènent jusqu'au Groenland où ils abandonnent un Kjetill devenu fou. Après des semaines de voyage désespéré, ils découvrent Terre-Neuve, où vivent les indiens Micmacs qui leur font bon accueil. Ils y retrouvent Floki, retiré ici après ses mésaventures en Islande, envisageant un avenir neuf pour leur peuple.

## Personnages

### Principaux
Ragnar Lothbrok
Fermier puis guerrier, il est insatisfait de devoir sans cesse piller les terres de l'Est. Il souhaite découvrir de nouvelles terres et de nouvelles cultures, ainsi qu'accéder à plus de richesses. Il est ardemment convaincu de l'existence de l'Angleterre, ayant rencontré un vagabond lui ayant rétrocédé une boussole solaire et une pierre de soleil lui permettant de naviguer en pleine mer.
Il met sur pied une expédition, sans l'accord de son jarl, qui se solde par une réussite et la capture d'un prêtre parlant sa langue, lui permettant d'en apprendre plus sur l'île d'Angleterre ainsi que la langue et les us et coutumes de l'île. Le jarl l'autorise à mettre sur pied de nouvelles expéditions mais, jaloux de son succès, tente de l'assassiner. Ragnar ayant survécu, il le défie en combat singulier et l'emporte, devenant le nouveau jarl. Il prête ensuite allégeance au roi Horik, et prend plus tard la place de ce dernier, devenant roi à son tour.
Ragnar est un homme de contraste, autant assoiffé d'or que de connaissances, guerrier farouche mais père et mari aimant, pouvant être aussi cruel que magnanime. Il développe une certaine affection pour son esclave Athelstan, ne le considérant pas comme un esclave et n'hésitant pas à lui confier sa maison et ses enfants.
Personnage principal de la série, il meurt lors de l'épisode 15 de la saison 4, jeté dans une fosse aux serpents par le roi Aelle de Northumbrie. Sa mort marque le début d'une nouvelle histoire, celle de ses fils.
Lagertha / Jarl Ingstad
Épouse de Ragnar et Skjaldmö. Très douée au bouclier, elle peut facilement tenir tête à deux guerriers simultanément, et est reconnue comme une grande guerrière par son peuple : sa renommée dépasse les frontières. Elle aime profondément son mari et ses enfants, mais elle refuse le rôle de simple épouse, n'hésite pas à tenir tête à Ragnar lors de disputes épiques et participe aux raids. Elle tente sans succès de donner d'autres fils à son mari mais après, une fausse couche, elle se résigne à partir quand Aslaug arrive, enceinte de lui et après avoir perdu sa fille lors d'une épidémie.
Durant la deuxième saison, elle est mariée à un autre Jarl, jaloux, violent et abusif. Elle finit par le tuer publiquement et est élue Jarl à sa place. Elle rejoint Ragnar et le roi Horik en tant qu'alliée des raids dans le royaume de Wessex. Elle y reste quelque temps afin d'aider la colonie à s'installer en paix et entretient une liaison brève avec le roi Ecbert.
Dans la troisième saison, malgré des difficultés rencontrées dans son territoire, elle reste une cheffe de guerre avec laquelle il faut compter lors du raid de Paris.
Lagertha est un personnage féminin complet et impressionnant : tour à tour fermière travailleuse, mère, épouse et amante, guerrière, et chef de clan, elle prend de plus en plus d'ampleur au fil de la série. Elle devient reine de Kattegat à la fin de la saison 2 à la mort du roi Horik et de sa femme Gunnhild qui périt de sa main. Mais Aslaug reprendra le trône dans la troisième saison.
Au cours de la quatrième saison, Lagertha a une amante, Astrid, qui rencontre Ragnar peu avant sa mort. Elle redevient reine de Kattegat à partir de l'épisode 14 de la quatrième saison, après avoir tué Aslaug. Elle sera alors évincée par Ivar le désossé, fils de Ragnar voulant venger la mort de sa mère.
Lors de la cinquième saison, le roi Harald fait enlever Astrid pour la prendre comme reine et se venger de Lagertha (après que cette dernière l'a fait prisonnier et violer, à la suite de sa tentative de s'emparer de Kattegat dans la quatrième saison). Astrid, ne voulant pas d'une autre vie que celle d'une guerrière, demande à Lagertha de la tuer et la Reine s'exécute en tuant à contrecœur le deuxième amour de sa vie au cours de la Seconde Bataille de Kattegat. Dans la seconde moitié de la cinquième saison, l'évêque guerrier Heahmund devient son amant jusqu'à sa mort des mains de Gunnhild, une guerrière de la Grande Armée Viking, durant la Bataille de Marton. Brisée émotionnellement, Lagertha sera retrouvée et soignée par la reine Judith. Elle deviendra amie avec elle peu avant sa mort due à un cancer. Lagertha revient à Kattegat dans le dernier épisode de la cinquième saison et couronne son fils Björn nouveau roi de Kattegat, après la Chute d'Ivar, avec l'Épée des Rois.
Rollo
Frère de Ragnar, il l'assiste dans son expédition secrète à la condition que tous les membres de l'expédition soient égaux. Il est l'amant de Siggy, l'épouse du Jarl qui devient sa compagne après son décès. Il est torturé par le Jarl pour lui faire révéler la cachette de Ragnar. Il devient de plus en plus jaloux de l'influence de son frère et de ses succès et flatté habilement par le Jarl Borg, il accepte de se mettre à son service contre son frère. Pendant la bataille, il tue Arne et blesse Floki gravement. Il finit par se rendre à son frère et passe devant le tribunal de Kattegat pour être jugé sur ses crimes. Il en sort disculpé grâce à Ragnar qui a payé le juge pour le laisser vivre.
Lors de la deuxième saison, il subit une forte remise en question, devenant alcoolique et sombrant dans la dépression. Forcé de rester à Kattegat pendant que Ragnar et les autres partent en Angleterre, il se retrouve à devoir protéger le village contre le jarl Borg qui compte se venger de Ragnar. Il sauve la famille de son frère et regagne son respect. Désigné par Björn comme commandant du détachement chargé de surveiller Paris à la fin de la saison 3, il trahit son frère à nouveau dans la saison 4 en acceptant de devenir noble et en épousant la fille du roi des Francs. Il organise la défense de Paris contre le retour de son frère. Lors du deuxième siège de Paris au milieu de la saison 4, il affronte Ragnar. Les Francs l'emportent et les deux frères sortent vivants de cet affrontement. Rollo devient le seul et unique sauveur et défenseur de Paris après que le comte Odon, puis Roland et sa sœur Thérèse soient exécutés tour à tour pour trahison.
Il est également baptisé chrétien, sur la demande du roi Aelle ne pouvant faire confiance à des païens. Ce virement de foi, bien que nullement sérieux de la part de Rollo, soulève quelques objections et interrogation de la part des membres de l’expédition, notamment de Floki. Il est également proche de son neveu Björn jusqu'à sa trahison.
Björn « Côte-de-fer »
Fils aîné de Lagertha et de Ragnar. Jeune adolescent, il admire profondément son père mais a du mal à comprendre certaines de ses décisions. Il vit notamment très mal le fait d'être placé sous la garde d'Athelstan, un esclave, en l'absence de ses parents alors que l'autorité du foyer lui revenait de droit. Il part avec sa mère lors de la séparation de ses parents.
Il retrouve son père 4 ans plus tard et l'accompagne lors d'un raid en Angleterre. N'ayant pas reçu le moindre coup durant la défaite contre les forces de Wessex et de Northumbrie, il reçoit le surnom de Côte de fer par son père. Il s'éprend d'une esclave de sa belle-mère nommée Þórunn qui l'affranchit pour qu'il puisse l'épouser. Dans la saison 3, elle lui donne une fille, qu'il prénommera Siggy. Sur le souhait de son épouse, Björn a par la suite une relation avec Torvi, la femme du Prince Erlendur. Bien que redoutable guerrier, il n'a aucun talent pour les intrigues et la politique. Agissant régulièrement comme supplétif de son père en tant qu'héritier du trône, notamment quand Ragnar se blesse à Paris, il prend plusieurs décisions qui se révèlent désastreuses et réprouvées par Ragnar, notamment arrêter Floki pour le meurtre d'Athelstan alors que Ragnar ne voulait pas que l'affaire soit rendue publique et laisser Rollo seul à Paris qui les trahira en rejoignant les Francs. Alors que Bjorn refusera de croire ça dans un premier temps, Ragnar s'en doutera dès le début car son frère l'avait déjà trahi en rejoignant le Jarl Borg et en tuant Arne un de leurs vieux amis. Bjorn découvrira la trahison de son oncle et en sera fou de rage. A la fin de la saison 4, Bjorn a l'occasion de tuer Rollo mais préfère le punir en le noyant presque. Durant la saison 4, Bjorn et Torvi deviennent amants, Torvi le sauve d'Erlendur, (le fils du Roi Horik qui voulait venger sa famille), en le protégeant puis en tuant elle-même Erlendur sauvant également son fils Guthrum. Ils finissent par se marier, mais Bjorn prendra Astrid l'amante de sa mère comme amante temporairement. Bjorn et Torvi se séparent au début de la saison 5 mais resteront amis. Dans la saison 5, il affronte Gunnhild, une Guerrière de la Grande Armée Viking qui deviendra sa femme et l'ultime amour de sa vie. À la fin de la saison 5, il réussit à renverser Ivar même si ce dernier réussit à s'enfuir, et Lagertha le couronne Roi de Kattegat avec l’Épée des Rois.
Floki
Excentrique constructeur de bateaux, il invente un nouveau type de bateau pour Ragnar lui permettant de naviguer en pleine mer. Il l'assiste également dans ses expéditions et est un de ses compagnons les plus fidèles. Il dispose également de connaissance avancées dans le domaine médical. Il vit dans la forêt, assez loin des autres habitations avec sa compagne et ne participe pas aux assemblées. Contrairement à ses compagnons, il ne porte pas le bouclier et se bat avec une hache et une dague. Malgré sa profession, il ne sait pas nager.
Il est également très croyant : il prend très mal la conversion de principe de Rollo au christianisme et n'aurait pas hésité une seconde à se porter volontaire comme sacrifice pour les dieux si sa compagne ne l'en avait empêché.
Durant la seconde saison, il est en conflit larvé avec Athelstan, continuant à l'appeler « prêtre » et le soupçonnant de vouloir convertir Ragnar au christianisme. Il se détache également de Ragnar, lui reprochant de ne prêter aucune attention à ses adjoints, dont lui-même. Il épouse sa compagne enceinte et ne le convie pas au mariage. Sa loyauté, remise en question au cours de la saison, reste cependant incontestable après le dénouement de la saison.
Durant la troisième saison, il devient de plus en plus mystique et dévot, au point d'en effrayer sa compagne. Il pense recevoir un signe des dieux et tue Athelstan espérant s'attirer leurs grâces et protéger Ragnar. Ragnar lui confie ensuite le commandement de l'attaque sur Paris, qui échoue (ce qu'avait prévu Ragnar, qui souhaite se venger de lui, conscient qu'il a perdu Athelstan par sa faute). Il pense alors avoir été abandonné par les dieux et envisage le suicide. Il est anéanti lorsqu'il croit que Ragnar est mort, se recueillant devant la « dépouille » de son ami, lui révèle inconsciemment qu'il a tué Athelstan. Furieux, en rentrant à Kattegat, Ragnar ayant compris que Floki a tué Athelstan par jalousie le châtie sévèrement pour son forfait en lui infligeant le supplice de la goutte d'eau.
Au début de la quatrième saison, Floki perd sa fille Angrboda qu'il a eu avec Helga, victime de la fièvre. Puis à la fin de la quatrième saison, il perd Helga, assassinée par Tanaruz, une orpheline qu'elle avait enlevée lors de leur voyage en Espagne, qui se suicide peu après.
Bouleversé par la mort d'Helga, il emmène plusieurs Vikings avec lui pour fonder une colonie en Islande en pensant cette terre bénie des dieux, durant la saison 5. C'est une nouvelle aventure qui commence alors pour lui, les difficultés à surmonter sont nombreuses autant avec les autres qu'avec lui-même. Mais les rivalités entre les deux principales familles de la colonie détruisent tous ses espoirs notamment lorsque Kjetill massacre son rival Eyvind et tout ce qui reste de sa famille. Aud, la fille aînée de Kjetill se suicide en apprenant ça, dévastant Floki qui essayait de la sauver. Floki meurt apparemment dans une grotte à la fin de la saison 5. Mais il est révélé à la fin de la saison 6 qu'il a survécu et navigué pour arriver chez les natifs Indiens mais qu'il a perdu la raison à la suite des nombreux décès de gens qui lui étaient chers (Ragnar, Angrboda, Helga et Aud). Il n'a jamais appris la mort de Lagertha et de Bjorn mais a ressenti celle d'Ivar. Malgré cela, il est heureux de retrouver Ubbe et Torvi à la fin de la série.
Athelstan
Moine copiste saxon, il est capturé et épargné par Ragnar lors de la mise à sac de son monastère. Parlant sa langue, il est emmené dans la ferme de Ragnar et lui apprend sa langue ainsi que les us et coutumes de l'île d'Angleterre. Malgré son statut d'esclave, il n'est jamais traité comme tel par Ragnar, lequel ne l'attache jamais, lui propose de coucher avec sa femme ou lui confie sa maison et ses enfants. Son statut bâtard, ni vraiment libre, ni vraiment esclave lui pèse de plus en plus et le fait douter de sa foi. Il fait régulièrement part de ses doutes à Ragnar, lequel évite le plus souvent le sujet.
Il est destiné au sacrifice à son insu lors de la visite de Ragnar au temple d'Uppsala et renie par trois fois sa foi chrétienne devant le grand prêtre du temple, jusqu'à ce que celui-ci lui annonce qu'il est destiné au sacrifice. Choqué, il porte par inadvertance sa main sur un crucifix caché dans sa manche, lequel est repéré par le grand prêtre qui refuse donc son sacrifice. Ragnar ne montre aucune surprise à cette nouvelle, se contentant de lui dire que son dieu lui a enfin porté secours, lui faisant donc comprendre qu'il n'est pas vraiment devenu viking.
Durant la deuxième saison, il est devenu homme libre et accompagne Ragnar et le roi Horik lors d'un raid au royaume de Wessex. Il y est capturé par les soldats du royaume et subit le supplice de la croix pour apostasie. Le roi Ecbert le sauve et le convie à son château où il l'assiste en permanence. Il est par la suite chargé par Ecbert de recopier d'anciens manuscrits romains que le roi garde secret. Durant cette période il est sans cesse tiraillé entre sa foi chrétienne et nordique.
Durant la troisième saison, il est toujours en conflit entre ses deux croyances. Il accompagne Ragnar à nouveau au Wessex mais reste avec Ecbert et Lagertha pour superviser la colonisation. La belle-fille d'Ecbert, Judith, s'éprend de lui, ce qui aggrave ses démons intérieurs. Il finit par lui céder et de leur union naîtra un fils bâtard, Alfred. Il retourne néanmoins à Kattegat avec Ragnar et vit une expérience mystique, qui lui fait renouveler sa foi chrétienne. Il est tué peu après par Floki. Ragnar l'enterre seul et prend son chapelet, qu'il passe autour de son cou. Malgré sa mort, Athelstan reste très présent dans les esprits de Ragnar et du roi Ecbert, lesquels auront régulièrement des visions de son fantôme.
Roi Ecbert
Souverain du royaume de Wessex, il fait son apparition lors de la seconde saison. Il est dépeint par Athelstan comme ayant une mentalité identique à celle de Ragnar : calculateur, pragmatique, très intelligent et cultivé, et ambitieux. Lors du raid viking sur son royaume, il évite toute confrontation directe et étudie soigneusement les déplacements vikings. Il convie par la suite Ragnar à son château pour lui proposer une alliance et des terres sur son royaume. Il revient sur sa parole et bat le roi Horik et ses troupes restantes après que Ragnar a quitté le pays pour reprendre son comté.
Il sauve Athelstan du supplice de la croix et lui pose mille questions sur les vikings. Il lui confie également qu'il garde secrètement des reliques et des manuscrits romains, ne souhaitant pas voir ce savoir disparaître et le charge de les recopier. Il noue par la suite une alliance avec le roi Aelle de Northumbrie dans le but d'annexer le royaume de Mercie en proie à une guerre de succession. Il s'allie à une des princesses de ce royaume, Kwentrith en lui promettant des mercenaires vikings. Il bat les troupes du roi Horik et de Ragnar mais leur propose des terres en échange de quelques soldats pour assister la princesse, il leur rend également Athelstan.
Durant la troisième saison, il tient sa parole et donne 2 000 hectares de terre aux Vikings. Il les accompagne en personne sur leur domaine et s'éprend brièvement de Lagertha. Il s'avère toutefois qu'il n'a accepté le marché avec les Vikings qu'en façade, car il envoie son fils massacrer la colonie établie sur les terres qu'il avait mises à leur disposition, ne pouvant laisser des païens s'établir sur ses terres. On devine qu'il a été quelque peu secoué par le rituel de bénédiction de la terre pour le dieu Frey accompli par Lagertha et les siens.
Dans la quatrième saison, il entretient une liaison incestueuse avec sa belle-fille Judith, à l'instar de son fils Aethelwulf, même si ce dernier finira par le découvrir ainsi que la famille de Judith. Se souciant du bien-être de sa maîtresse, il fait tout pour la satisfaire et cède à ses moindres désirs, il va même jusqu'à l'autoriser à étudier les textes sacrés de la Bible. Il a très souvent des visions du fantôme d'Athelstan, dont il comprend que le jeune moine est mort. Pour la première fois de sa vie, il semble réellement éprouver de la peine. À cause d'un conflit de gouvernance de la Mercie, il accueille la reine Kwenthrith ainsi que le fils de cette dernière, Magnus, qui est d'après elle le bâtard du viking Ragnar Lothbrok. Il envoie Alfred, le fils de Judith et d'Athelstan en pèlerinage à Rome, accompagné par Aethelwulf. Profitant de l'absence de son fils, il fait destituer sa couronne à la reine Kwenthrith et s'auto-proclame roi des royaumes du Wessex et de la Mercie à la mort de cette dernière, tuée de la main de Judith après que Kwentrith ait tenté d’assassiner Ecbert. De ce fait, il trahi sans scrupules l'accord qu'il avait jadis passé avec le roi Aelle de Northumbrie.
À la fin de la quatrième saison, il envoie à contre-cœur son ennemi et ami Ragnar à sa mort des mains du Roi Aelle (qui sera tué peu après par Björn via le Rituel de l'Aigle de Sang, pour venger son père). Après la défaite d'Aethelwulf et son armée face aux fils de Ragnar et à leur armée, il organise une cérémonie pour le couronner nouveau roi du Wessex et de la Mercie. Puis il choisit de rester derrière avec l'évêque Edmund alors que son fils s'enfuit avec ce qui reste de ses soldats, son peuple se trouvant au château ainsi que sa famille. Edmund est tué par Hvitserk, un des fils de Ragnar, puis après avoir offert à Björn des terres, comme il l'avait promis à Ragnar des années avant sa mort, Ecbert se suicide en s'ouvrant les veines. Mais avant sa mort, Ecbert abattra sa dernière carte en omettant de dire aux fils de Ragnar, qu'Aethelwulf est le nouveau roi du Wessex et de la Mercie et que son traité n'a dès lors aucune valeur. Cependant, son petit fils Alfred devenu roi souhaitera réparer les fautes de son grand père et accordera finalement ces terres aux fils de Ragnar (Bjorn et Ubbe) à la fin de la saison 5.
Siggy Haraldson
Siggy est la veuve du Jarl Haraldson, par la suite compagne de Rollo. C'est un personnage complexe et toujours un peu sur le fil : elle est attachée à Rollo mais conserve au fond d'elle une rancœur tenace pour Ragnar, responsable de la mort de son mari, et par le même coup de la perte de sa condition sociale. Cependant, elle est touchée par la bonté de Lagertha et se lie d'amitié avec elle, tout comme elle se liera avec Aslaug. Dans le dernier épisode de la saison 1, elle perd son unique et dernière fille Thyri, durant l'épidémie de peste qui ravage Kattegat.
Elle subit la descente aux enfers de Rollo après sa trahison, mais garde le cap en espérant donner à Rollo une place plus importante. Elle va jusqu'à pactiser avec le roi Horik pour trahir Ragnar mais elle nous surprend à la fin de la saison 2 en restant finalement fidèle à Ragnar.
Dans la troisième saison, elle est très présente pour Aslaug et l'aide à élever ses fils en compagnie d'Helga. Elle meurt tragiquement en sauvant les deux aînés d'Aslaug et Ragnar, Ubbe et Hvitserk, partis sur le fjörd gelé et tombés dans l'eau : un très beau rappel de la mort de ses deux propres fils qu'elle n'avait pu éviter. Le Vagabond Harbard présent sur les lieux, choisit de ne pas la sauver, car elle voyait d'un mauvais œil sa relation avec Aslaug et il craignait qu'elle la dénonce. Siggy meurt néanmoins heureuse car sa fille Thyri vient la chercher pour l'emmener au Valhalla.
Jarl Haraldson
Il règne sur la communauté, rend la justice avec l'accord de l'assemblée et décide des raids dans la saison 1. Ses deux jeunes fils ont été assassinés quelques années auparavant, la tête tranchée et placée contre leurs fesses en signe d'humiliation. Il en a développé une personnalité paranoïaque et craint pour sa place et sa vie. Il évite donc le plus possible de prendre des décisions risquées et effectue ses raids toujours au même endroit, au grand dam de Ragnar. Il tente de faire disparaître Ragnar étant jaloux de ses succès mais échoue. Il accepte ensuite un duel à mort contre Ragnar mais perd le combat, et sa vie.
Il avoue la veille de son décès à son épouse qu'il a du respect pour Ragnar et qu'il était lui aussi convaincu de l'existence de l'Angleterre mais n'avait pas osé tenter l'aventure.

### Récurrents
L'Ancien
Être au statut un peu étrange, dont on comprend qu'il est plus ou moins entre le royaume des vivants et celui des morts, il est la voix des dieux. Chacun peut aller le voir pour lui poser des questions sur son devenir personnel ou sur celui d'une mission par exemple, mais il ne répond pas systématiquement : selon lui, il y a les choses qu'il ne voit pas, les choses qu'il voit mais dont les dieux ne veulent pas qu'il parle, et les choses qu'il voit et dont les dieux acceptent qu'il parle. Il s'exprime par énigmes et même si ses prophéties se révèlent justes a posteriori, il est extrêmement difficile de déchiffrer ce qu'il dit. Dans l'épisode 14 de la saison 5, il meurt assassiné par Ivar à la suite d’une dernière prophétie décrivant la chute d'Ivar et en refusant de dire qu'il est un Dieu. Il revient malgré tout dans le dernier épisode de la saison 5 en tant que fantôme quand Bjorn devient roi, lui révélant que sa prophétie le concernant s'est accomplie mais l'avertit que la guerre n'est pas finie. Il apparaît dans la saison 6 toujours comme un fantôme pour parler aux fils de Ragnar : Bjorn, Ubbe et Ivar.
Helga
Compagne puis épouse de Floki, c'est une femme indépendante, qui vit la majeure partie du temps seule dans les bois. Un peu sauvage, mystique et guérisseuse, c'est grâce à elle que Ragnar s'en sort après avoir été grièvement blessé à la suite de l'attaque du Jarl Haraldson sur sa ferme.
Elle donne naissance à une fille, Angrboda qui effraye Floki et la laisse un peu seule et désemparée face à la réaction de son mari.
Elle prend de l'ampleur au fil de la série, questionnant les choix de Floki, passant plus de temps auprès d'Aslaug dont elle partage, avec Siggy, les rêves étranges. Elle s'oppose clairement à Floki lorsqu'il lui révèle que c'est lui qui a tué Athelstan : elle ne comprend plus la violence de Floki et ses choix de plus en plus extrêmes. Au début de la saison 4, elle doit supporter l'humiliation de son mari pour avoir tué Athelstan et la mort de leur fille, victime de la fièvre.
Malheureusement, Helga meurt dans le dernier épisode de la saison 4, tuée par Tanaruz, une orpheline qu'elle avait enlevée lors de son voyage en Espagne avec Floki, qui se suicide peu après. Sa mort bouleverse Floki.
Aslaug
Deuxième épouse de Ragnar, elle lui donne quatre fils, dont un gravement handicapé, qu'ils surnommeront Ivar « le désossé ».
Elle apparaît dans les saisons 1, 2, 3 et 4, et même si Ragnar n'a pas l'intention de quoi que ce soit de sérieux entre eux dans un premier temps, elle débarque à Kattegat enceinte de son enfant : extrêmement attaché au fait d'avoir des enfants, Ragnar ne peut la renvoyer, et elle évince ainsi subtilement Lagertha. Fille de personnages mythiques, elle entretient elle-même quelques facultés, au travers de prophéties ou rêves notamment, sans qu'elle sache pourtant toujours ce qu'ils signifient.
Exclusivement mère (elle n'est pas une guerrière, ni une fermière), elle se lasse lors de la troisième saison des absences de son mari, craignant qu'il ne l'aime ni ne la désire plus, et se laisse tenter par le mystérieux Vagabond Harbard.
Dans la quatrième saison, furieuse et rancunière envers son mari, elle se met à comploter contre lui, afin d'accéder au trône de Kattegat. Durant l'absence de Ragnar, c'est elle qui dirige Kattegat en tant que reine. Elle meurt dans l'épisode 14, tuée par Lagertha en personne d’une flèche dans le dos, qui souhaitait ardemment récupérer la ville de Kattegat.
Þórunn
Elle apparaît à partir de la saison 2. Rendue femme libre par Aslaug, Björn tombe amoureux d'elle alors qu'elle n'est encore qu'une esclave. Ivre de liberté, elle désire plus que tout prouver sa force et son indépendance, avec comme modèle Lagertha, qu'elle admire au-delà de toutes limites. Cela donne une relation mouvementée avec Björn, parfois désemparé face à sa farouche compagne. Cependant, elle accepte de l'épouser. Lors du dernier raid au royaume du Wessex, dans la saison 3, elle est gravement blessée et défigurée, mais elle porte l'enfant de Björn. Elle se bat une dernière fois pour sa survie mais, ne pouvant plus supporter ce qu'elle est devenue, elle choisit de quitter Kattegat, laissant sa fille aux soins d'Aslaug. Elle n'est pas apparue depuis.
Kalf
Chambellan de Lagertha, il l'évince lors de son raid au Wessex. Confronté à elle, il lui avoue son amour et l'avoir évincée pour éviter qu'un autre membre d'une famille influente la détestant ne le fasse à sa place et attente à sa vie. Elle finit par lui céder mais lui promet qu'un jour elle le tuera. Il participe au raid contre Paris et se révèle un allié précieux pour Ragnar.
À son retour, il annonce à son peuple vouloir régner d'égal à égal avec Lagertha. Confronté à ses anciens soutiens, il les piège en organisant un faux vote n'ayant pour but que d'exécuter tous ses opposants. Il meurt peu après, tué par Lagertha le jour de leurs noces, honorant la promesse qu'elle lui avait faite.
Erlendur
Fils du roi Horik, il est épargné par Ragnar lors du massacre ayant coûté la vie à son père et au reste de sa famille (excepté pour son frère Ari qui meurt tué par les hommes du Roi Ecbert lors d'un raid dans le Wessex au début de la saison 2). Bien que jeune, c'est un excellent guerrier rompu à l'usage de l'arbalète, après en avoir acquis une durant le premier raid contre les Francs. Il réapparaît ensuite à la cour du Jarl Kalf, marié à la veuve du Jarl Borg, Torvi. Ses intentions sont un mystère total, il feint notamment de s'associer aux opposants de Kalf mais se joint à lui pour les exécuter. Il participe également au raid de Paris et ne tente à aucun moment de se venger de Ragnar. N'ayant aucune considération pour sa femme Torvi, il la trompe régulièrement en couchant avec d'autres femmes et la traitant comme une esclave, si bien que dans la saison 4, il autorise Björn (de mauvaise grâce) à l'emmener avec lui à Kattegat, tout en gardant le fils de celle-ci en otage. Il charge également un assassin, le Berserker de tuer Björn, mais il échoue et sera tué par ce dernier. Plus tard dans la saison, lors du second siège de Paris, Erlendur tente plusieurs fois de tuer Björn mais ses tentatives sont toutes déviées par Torvi. Une dernière fois, il charge cette dernière d'assassiner le fils de Ragnar à l'aide de son arbalète en la menaçant de tuer son fils. Au dernier moment, la jeune femme fait volte-face et tire un carreau en plein dans le cœur d'Erlendur, le tuant sur le coup, sous les yeux éberlués des autres guerriers vikings.
Kwenthrith
Princesse du royaume de Mercie, elle est en guerre contre son oncle et son frère pour le trône. Traumatisée par de nombreux viols et sévices durant son enfance, elle est instable et sujette à des crises de violence et de nymphomanie. Elle reste une politicienne redoutable, calculatrice et déterminée.
Elle demande l'aide des Vikings par l'entremise du roi Ecbert pour défaire son oncle mais souhaite sauver son frère, aisément manipulable, et le seul homme de sa famille à n'avoir jamais abusé d'elle. Elle parvient à ses fins mais finit par empoisonner son frère, consciente que le laisser en vie mettrait sa couronne en péril. Elle développe également une relation avec Ragnar, dont naitra (selon elle) un garçon nommé Magnus.
Le fils d'Ecbert devient son amant, et elle lui fait comprendre qu'elle ne souhaite absolument pas devenir vassale de son père et lui prédit le retour de Ragnar (étant au courant de la traîtrise d'Ecbert à son endroit). Peu de temps après, elle est trahie et déchue de son titre de reine par Ecbert et entre dans une colère folle. Après avoir tenté de s'échapper par deux fois du palais où elle était confinée, elle se rend dans les appartements d'Ecbert dans le but de l'assassiner. Mais elle est tuée par la princesse Judith, qui intervient et la poignarde.
Aethelwulf
Il est le fils et héritier d'Ecbert, ainsi que l'époux de Judith. Guerrier et commandant émérite, il est de toutes les machinations et systématiquement assigné aux missions les plus dangereuses par son père qui l'estime peu et se sert ouvertement de lui. Désireux de prouver sa valeur, il se plie aux volontés de son père bien qu'il n'en récolte jamais les fruits. Trompé par son épouse d'abord avec Athelstan, puis avec son propre père, il devient de plus en plus furieux de son statut de pantin aux yeux de son père, lequel l'écarte de la cour en l'envoyant effectuer un pèlerinage jusqu'à Rome comme accompagnateur d'Alfred, fils d'Athelstan et de sa propre épouse. À la fin de la saison 4, il perd la bataille finale contre les fils de Ragnar et leur armée mais devient le nouveau roi du Wessex et de la Mercie. Il meurt finalement dans l'épisode 9 de la saison 5 d'une piqûre d'abeille. Son fils adoptif Alfred, lui succédera. Son fils biologique, Aethelred sera tué par empoisonnement dans l'épisode 16 de la saison 5, par sa mère la reine Judith après avoir essayé de renverser son frère.
Ivar le désossé
Ivar est un fils de Ragnar, atteint d'une maladie congénitale rendant ses jambes fragiles et lui causant une intense douleur, d'où son surnom. C'est un sociopathe cruel, ayant été peu cadré par sa mère durant son enfance. Il idolâtre son père pour ses exploits et est prêt à tout pour le venger après sa mort. Devant ramper fréquemment, il dispose d'une force démesurée au niveau des bras. C'est également un redoutable manipulateur et tacticien, capable de rassembler la grande armée sous sa seule bannière et battre à plates coutures les forces de Wessex. A la fin de la saison 4, Il prend plaisir avec ses frères et Floki à regarder la mort du roi Aelle l'un des responsables de la mort de Ragnar, par l'aigle de sang. Il tue son frère Sigurd à la suite d'une énième dispute avec lui quand il ajouta que leur mère Aslaug avait été la seule qui l'ait vraiment aimé. Au début de la saison 5, il devient le seul chef de la Grande Armée viking, son frère Hvitserk trahira Ubbe et se joindra à lui. Il battra à plates coutures les forces de Wessex et capturera l'un de leurs chefs le prête guerrier Heahmund qui finira par lui jurer fidélité. Il rentre à Kattegat pour tuer Lagertha et venger la mort de sa mère, la reine Aslaug. Il remportera la bataille mais échouera à tuer Lagertha qui s'enfuira avec Bjorn, Torvi, Ubbe et le reste de leurs guerriers en Angleterre. Il sera couronné roi de Kattegat, mais Ivar commencera à se voir comme un Dieu et encouragé par son ancienne esclave Freydis devenue son amante puis compagne se proclamera comme un Dieu. Lui et son allié le roi Harald à la Belle Chevelure, (Finehair en anglais), attaqueront le Wessex pour en finir avec Lagertha et leurs derniers ennemis. Mais aidé de Lagertha, Torvi, Ubbe et Heahmund, Alfred remporte la bataille de Marton et forcent Ivar et Harald à battre en retraite avec leur armée, mais Heahmund est tué dans la bataille. Ivar finit par avoir un enfant avec Freydis bien que cette dernière ait en fait couché avec un autre viking et l'ait fait assassiné pour éviter que la vérité ne soit découverte. Voyant que son fils Baldur souffre de la même déformation que lui, il choisit de l'abandonner dans la nuit glaciale. Freydis retrouvera finalement ses os après que des chasseurs les lui aient rapportés d'un terrier de renards. Ivar agira de plus en plus comme un tyran tuant tous ceux qui pensent différemment de lui et se constituera une garde de fidèles qui lui sont totalement dévoués. Il montre une fois de plus ses talents de stratège durant le siège de Kattegat. Car Bjorn s'alliera à contrecœur avec Harald, puis aidé de son frère Hvitserk qui s'est retourné contre Ivar après le meurtre de Margrethe qu'il aimait toujours, et du roi Olaf, avait levé une armée pour le renverser. Finalement, Freydis voulant se venger d'Ivar pour la mort de son fils montre à Bjorn et ses alliés le passage secret construit par Ivar pour s'enfuir afin qu'ils puissent entrer dans Kattegat. Ayant essayé plus tôt, Bjorn convainc les habitants de Kattegat dont plusieurs sont encore ses amis avec qui il a grandi et combattu, de ne plus le combattre car lui et ses alliés viennent pour les libérer, ne laissant à Ivar que sa garde personnelle pour le protéger. Mais plusieurs sont tués par Bjorn, Gunnhild, Harald et Hvitserk. Ivar comprend que Freydis la trahi et quand il la confronte, elle ne le nie pas. A contrecœur, Ivar tue Freydis en l'étranglant et étend son corps sur leur lit avec les ossements de leur fils. Il réussit à s'enfuir et à échapper à Bjorn et Hvitserk, puis avec l'aide de l'un de ses derniers partisans quitte Kattegat, déchu mais jurant de revenir.

## Diffusion
En France, la série est diffusée depuis le 10 juin 2013 sur Canal+ puis dès le 23 novembre 2014 sur W9[réf. nécessaire], au Québec, depuis le 1er novembre 2013 sur Super Écran puis rediffusée à partir du 4 novembre 2014 sur Ztélé, en Suisse, depuis le 28 avril 2014 sur RTS Un et en Belgique depuis le 22 février 2015 sur La Deux.
Depuis le 1er février 2020, les six saisons sont disponibles en VOD sur Netflix et Prime Video.

## Accueil
| Saison | Total critique       | Total critique    |
| Saison | Rotten Tomatoes      | Metacritic        |
| ------ | -------------------- | ----------------- |
| 1      | 81 % (32 critiques)  | 71 (20 critiques) |
| 2      | 93 % (14 critiques)  | 77 (11 critiques) |
| 3      | 100 % (11 critiques) | 81 (7 critiques)  |
| 4      | 92 % (12 critiques)  | /                 |
| 5      | 91 % (11 critiques)  | /                 |

### Audiences
Au Canada, l'épisode pilote a rassemblé 1,1 million de téléspectateurs et la première saison a rassemblé en moyenne 942 000 téléspectateurs.
Aux États-Unis, l'épisode pilote a rassemblé 6,02 millions de téléspectateurs. L'épisode réalise également un beau score sur la cible commerciale de la chaîne 18-49 ans, 2,5 millions de téléspectateurs,. La première saison a rassemblé en moyenne 3,58 millions de téléspectateurs dont 2 millions de téléspectateurs sur les 25-54 ans et 1,8 million de téléspectateurs sur les 18-49 ans. La série est devenue no 1 sur les chaînes du câble concernant la tranche d'âge 25-54 ans lors d'une diffusion à 22 h. La seconde saison a attiré en moyenne 3 224 000 téléspectateurs. La troisième a attiré en moyenne 2 449 000 téléspectateurs. Le lancement du premier épisode de la quatrième saison attire 4 600 000 téléspectateurs au cours de la première diffusion, mais le chiffre inclut aussi les vues à partir du service de replay.
En France, la première saison a d'abord été diffusée sur Canal+ en 2013, rencontrant un succès important pour son lancement en dépassant le million de téléspectateurs. En 2014, elle a été diffusée sur W9. Lors de la diffusion des trois premiers épisodes sur cette deuxième chaîne, la série a récolté 551 000 téléspectateurs, lui permettant d'attirer 2% de part d'audience au cours de la soirée. Canal+ a diffusé la deuxième saison en 2014, atteignant une moyenne de près de 650 000 téléspectateurs par épisodes.
En 2013, la série est l'une des plus téléchargées illégalement dans le monde avec 2 300 000 téléchargements en moyenne par épisode, ce qui la place 3e du top 10 établit par le site TorrentFreak. En 2014, elle est la 8e série la plus téléchargée illégalement avec une estimation de 2 700 000 téléchargements en moyenne par épisode. En 2015, Vikings est la septième série la plus téléchargée illégalement dans le monde avec 3 300 000 téléchargements en moyenne par épisode. Place qu'elle conserve l'année suivante. En 2017, elle est huitième.

### Exactitude historique
Plusieurs critiques se sont élevées quant aux nombreuses inexactitudes sur les personnages et sur la représentation de la société viking. À ce propos, l'auteur-producteur Michael Hirst a répondu qu'il « avait été obligé de prendre des libertés avec l'Histoire, parce que personne ne sait avec certitude ce qui s'est passé pendant les Âges Sombres. […] Un traité historique sur les Vikings aurait passionné des centaines de personnes, voire des milliers. Ici, on cible des millions de personnes ».

#### Châtiments, costumes et connaissance du monde
Certains scientifiques ont regretté la description d'un gouvernement autocratique (notamment en la personne d'Haraldson) plutôt que démocratique.
De plus, contrairement à ce qui est sous-entendu dans la série, les peuples nordiques connaissaient l'existence de la Grande-Bretagne, de l'Irlande et de la France et n'ont certainement pas découvert la Grande-Bretagne par une navigation directe au travers de la mer du Nord. Par ailleurs, la géographie des pays scandinaves est incohérente : on n’y voit que des paysages de montagnes et de fjords tels qu'on en rencontre sur la côte norvégienne, alors que de nombreux toponymes sont danois et qu'une partie de l'action est censée se dérouler en Suède, dans des régions de plaines et de marécages. La représentation d'Uppsala comme situé dans un massif montagneux est particulièrement fantaisiste.
Enfin, les Vikings utilisaient le bannissement (skoggangr) plutôt que la peine de mort en punition de crimes tels que le meurtre ou le viol. La reconstitution de la vie religieuse nordique antérieure à la christianisation ne semble par ailleurs guère cohérente avec la compréhension qu'en ont les historiens actuels.
Monty Dobson, un historien de l'Université de Central Michigan, a également reproché à la production des costumes incohérents avec la réalité historique, mais il a reconnu que des séries comme Vikings pouvaient être d'intéressants outils éducatifs. Certains vêtements féminins en particulier semblent inspirés de la peinture italienne ou flamande de la fin du Moyen Âge et ne comportent pas certains éléments caractéristiques (clés portées en permanence à la ceinture par les maîtresses de maisons par exemple).
La série figure également un crucifiement dans la région du Wessex (saison 2), comme une réponse standard au crime de l'apostasie, apparemment pour réunir l'apostat aux souffrances du Christ ; en réalité, l'empereur Constantin a interdit le crucifiement au IVe siècle et aucune n'a été rapportée en Europe depuis cette époque en dehors du crucifiement ordalique instauré par Charlemagne et interdit par l’Église catholique peu de temps après.

#### Dates
La série prend encore bien plus de libertés historiques à partir de la saison 3 et devient alors une fiction librement inspirée de l'Histoire. Ainsi, des événements historiques étalés sur près d'un siècle semblent survenir environ la même année :
- Le roi Egbert de Wessex complote afin de conquérir le royaume de Mercie, ce qui situerait l'action avant l'an 825, date de la victoire d'Egbert sur ce royaume (ou du moins avant la mort d'Egbert en l'an 839).
- Les Vikings arrivent pour la première fois aux portes de Paris, ce qui situerait l'action en 845, date de ce siège.
- À l'arrivée des vikings, le roi de Francie occidentale Charles II, né en 823 (qui avait donc moins de 22 ans à l'époque du siège historique), semble déjà âgé, père d'une femme adulte : la princesse Gisla, qui pourrait correspondre au personnage historique de Gisèle, fille de l'empereur Louis le Pieux et de Judith de Bavière et donc sœur - et non fille - de Charles II le Chauve qui avait sensiblement le même âge qu'elle. Il est déjà appelé « Empereur » par ses sujets, ce qui situerait l'action entre l'an 875, date du couronnement de Charles II en tant qu'Empereur, et l'an 877, date de sa mort.
- La première épouse d'Æthelwulf s'appelle Osburh. La seconde se nomme Judith, mais elle était fille de Charles II...
- À la fin de la saison 3, le personnage de la série Rollo semble incarner le personnage historique de Rollon (appelé Rollo en latin et en anglais), chef viking auquel le roi Charles III le Simple (petit-fils de Charles II) donne une région au nord-ouest de la Francie occidentale, autour de l'embouchure de la Seine (qui sera par la suite appelée la Normandie) en l'an 911 et l'aurait fiancé à une fille putative nommé elle aussi Gisèle.

#### Architecture
- Paris est figurée comme une énorme cité dominée par un château juché sur une colline, alors que la ville comptait cinq mille habitants tout au plus, rassemblés dans l'île de la Cité, entourée de murailles romaines du IIIe siècle. Les châteaux de pierre ne seront pas bâtis avant le XIe siècle.
- Lors du siège, l'oriflamme de Saint-Denis est dressé, alors qu'il ne sera créé qu'en 1124.

#### Accents
Pour Richard Fremder, historien de formation, dirigeant de Temporium (société qui cherche à mettre en valeur la culture générale à travers sa radio et ses éditions), « Il y a un vrai-faux effort. Les acteurs sont australiens, suédois, canadiens anglais, irlandais ou encore finlandais… mais ils ont tous des accents étranges qui ne ressemblent pas à grand-chose. Et lorsqu’ils se retrouvent face à des Anglais, la confusion est totale : la série étant en anglais, ils sont forcés de garder cette langue pour parler, mais les Anglais leur répondent dans la langue de l’époque, qui n’est pas l’anglais. »

#### Langues
Pour renforcer l'authenticité de la série, l'auteur-producteur Michael Hirst, lui-même ayant fréquenté l'Université d'Oxford a voulu faire parler partiellement les acteurs de la série dans quatre langues qui sont mortes depuis des siècles. Il s'agit de vieil anglais pour les Anglais, du vieux norrois pour les Vikings, de l'ancien français pour les Parisiens, du latin pour les religieux. Des linguistes de l'université d'Oxford ont aidé aux traductions mais aussi aux prononciations.

## Produits dérivés

### Sortie DVD et disques Blu-ray
| Saison | Nombre d'épisodes | Zone 1 (dont États-Unis)                        | Zone 2 (dont France)                               | Zone 4 (dont Australie) |
| ------ | ----------------- | ----------------------------------------------- | -------------------------------------------------- | ----------------------- |
| 1      | 9                 | 15 octobre 2013                                 | 10 juin 2015                                       | 26 mars 2014            |
| 2      | 10                | 7 octobre 2014                                  | 6 juillet 2016                                     | indéterminées           |
| 3      | 10                | 6 octobre 2015                                  | 31 décembre 2017                                   | indéterminées           |
| 4      | 20                | 4 octobre 2016 (Vol. 1) 3 octobre 2017 (Vol. 2) | 20 juillet 2017 (Vol. 1) 6 septembre 2017 (Vol. 2) | indéterminées           |

### Bandes dessinées
- La série est à l'origine de la bande dessinée Vikings, de Staz Johnson (dessinateur) et Cavan Scott (scénario). Huit albums ont été édités depuis avril 2016, répartis en deux arcs, Vikings: Godhead et Vikings: Uprising[80].
- Édité à partir de 2013, le comic book Vikings est scénarisé par le créateur de la série télévisée, Michael Hirst, et dessiné par Dennis Calero. C'est un préquel à la saison 1 de la série où Ragnar et Rollo se battent aux côtés de leur père et y font la connaissance de Lagertha[81].

## Autour de la série
- Ivan Kaye a tenu le rôle d'Ivar le désossé dans le film Hammer of the Gods[82].
- C'est la deuxième collaboration de Jonathan Rhys-Meyers avec Michael Hirst, après la série Les Tudors dans laquelle il incarne le roi Henri VIII. C'est aussi la deuxième fois que l'acteur incarne un personnage à la fois anglais, médiéval et catholique.
- Clive Standen qui joue Rollo dans la série, a incarné Hagen dans le film Hammer of the Gods, qui retrace aussi une partie de l'histoire des vikings[82].